# Biserica de lemn din Hărnicești

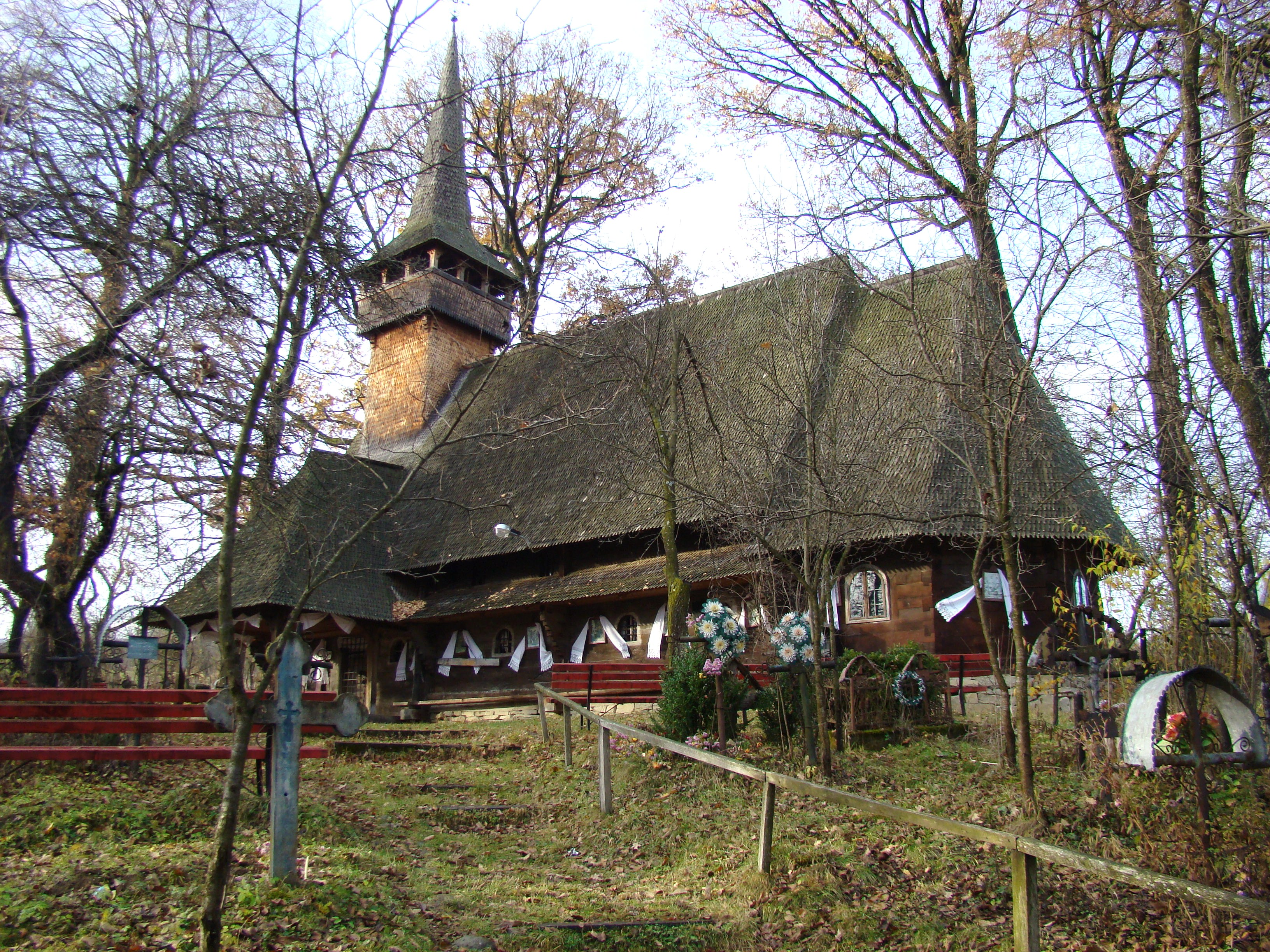
Biserica de lemn „Naşterea Maicii Domnului” din Hărnicești, comuna Desești, județul Maramureș, foto: noiembrie 2009.

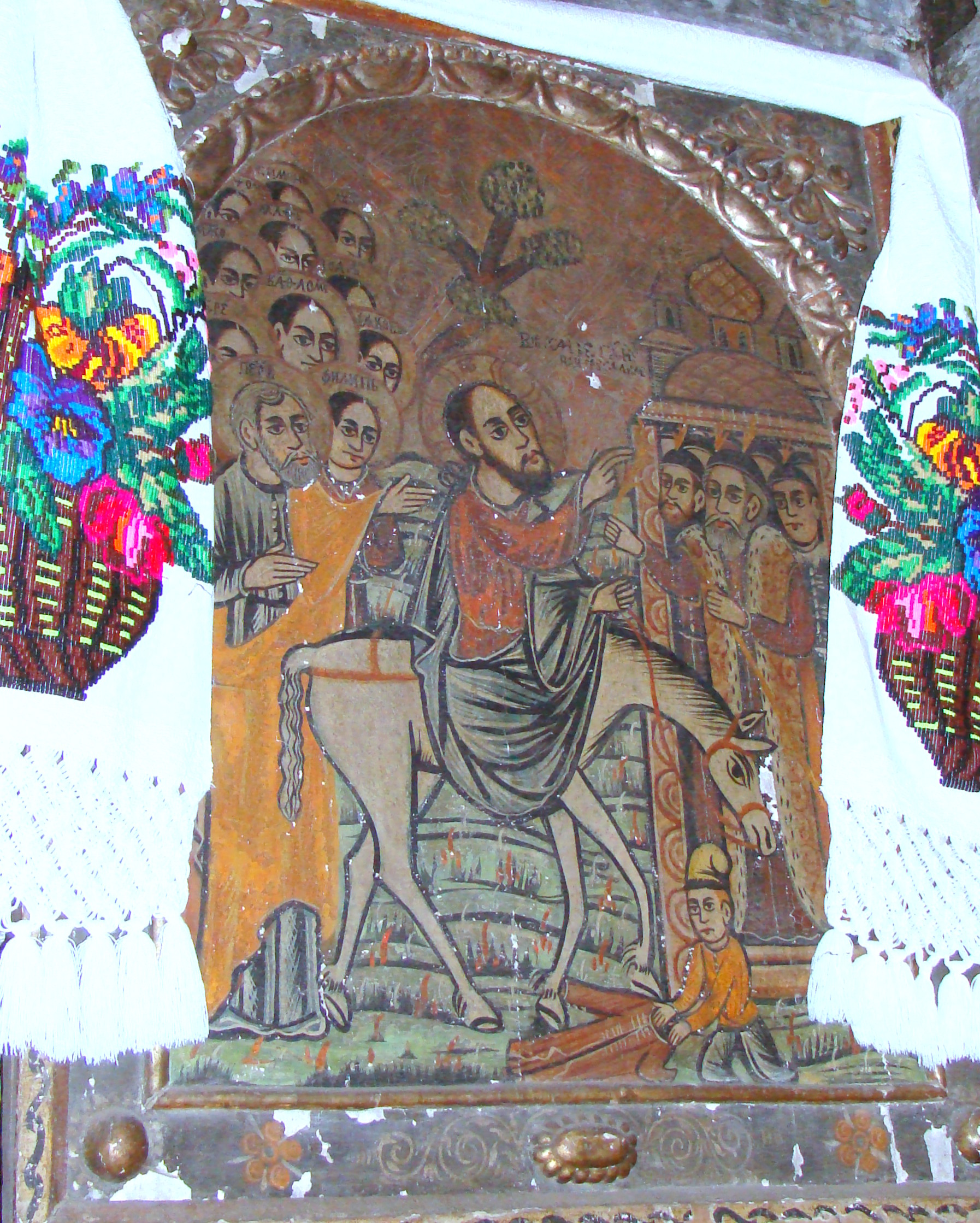
Intrarea în Ierusalim

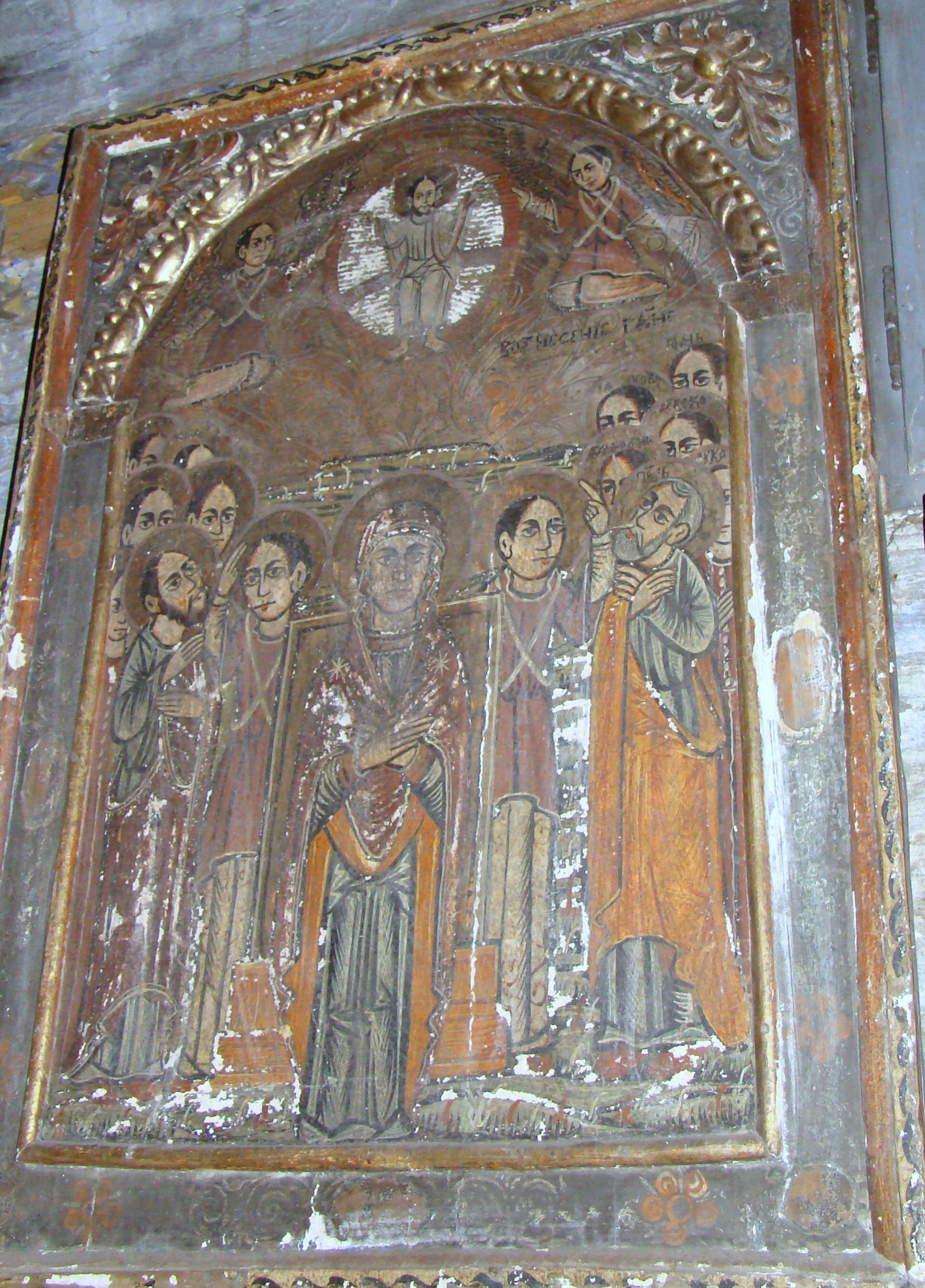
Înălțarea Domnului la cer

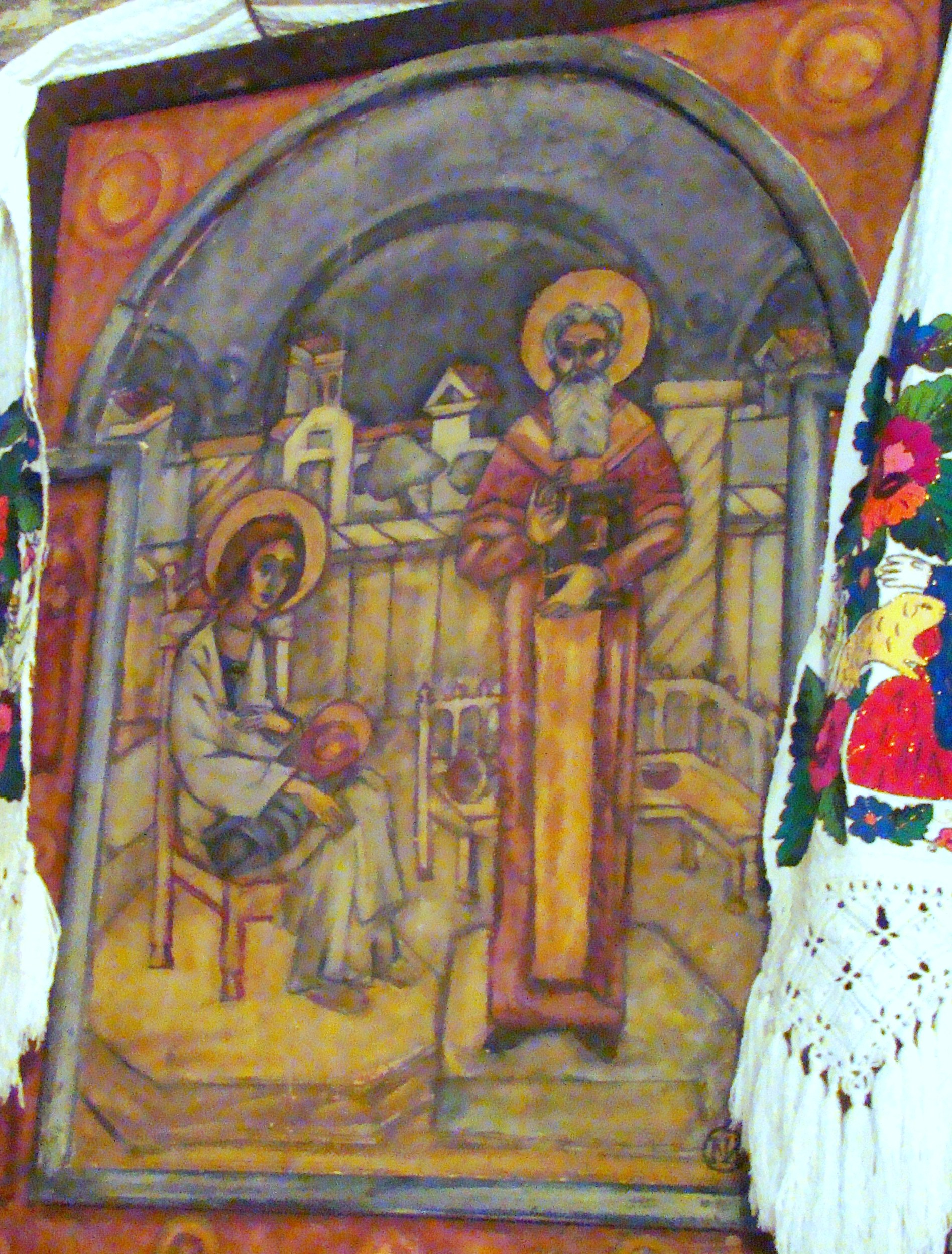
Buna Vestire

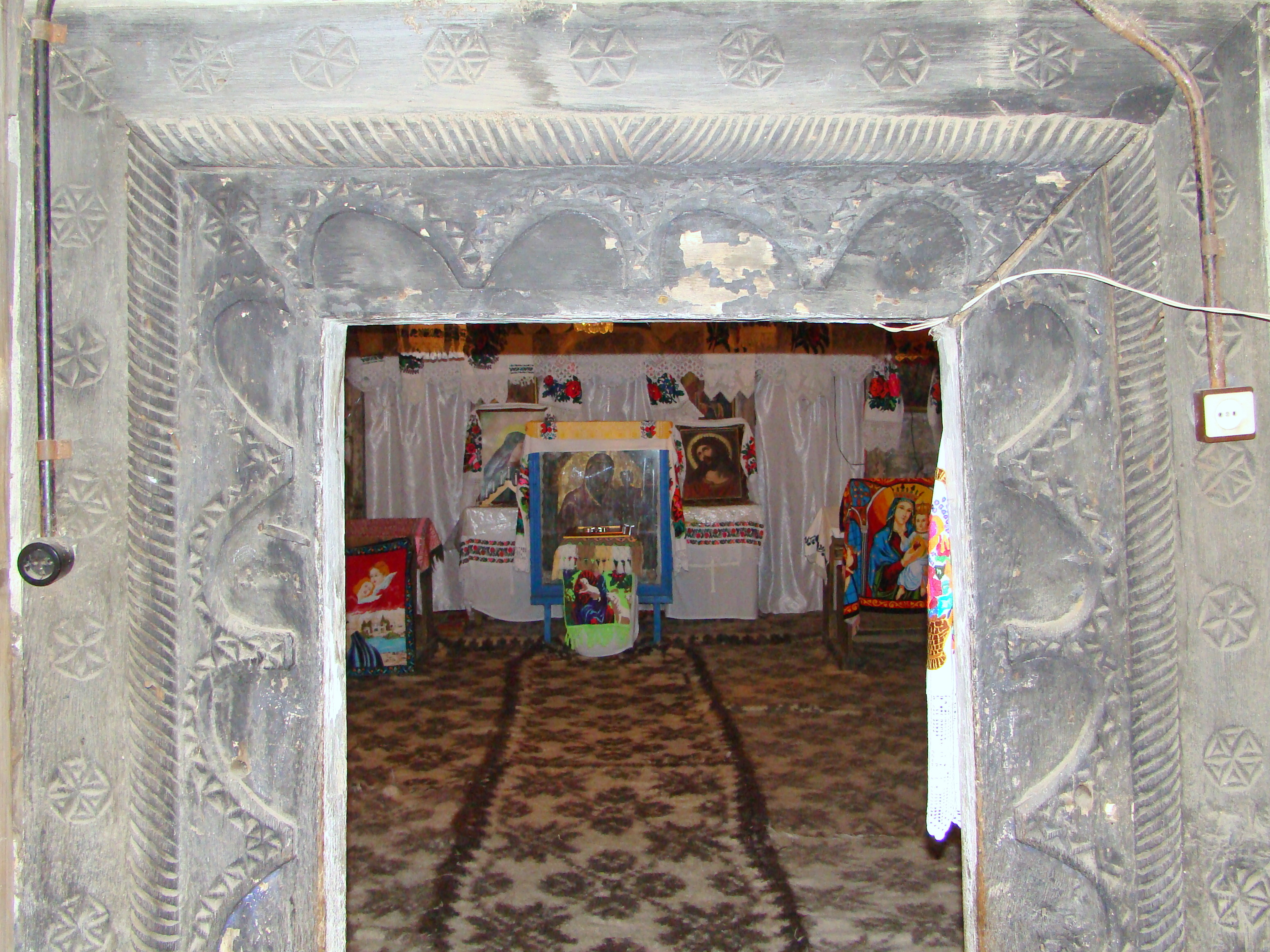
Portalul interior

Biserica de lemn din Hărnicești, comuna Desești, județul Maramureș datează din anul 1700 . Lăcașul are hramul „Nașterea Maicii Domnului” și figurează pe lista monumentelor istorice, cod LMI MM-II-m-A-04584.

## Istoric și trăsături
Satul Hărnicești, care face parte din comuna Desești, se află la 22 km sud de Sighet, pe valea Marei, pe drumul național care duce la Baia Mare. 
Biserica de lemn, ridicată la 1770 pe ruinele unei vechi mănăstiri poartă hramul ,,Nașterea Maicii Domnului”. Are o arhitectură care a suferit multe modificări în decursul timpului până la înfățișarea la care a ajuns în prezent.
Planul este rectangular, absida nedecroșată, ceea ce face ca partea de est să se termine teșit, în formă poligonală cu cinci laturi. Biserica este prevăzută cu o tindă pătrată pe peretele de sud unde este intrarea.
Acoperișul, cu două poale, în pantă repede, măsoară zece  metri  înălțime pe când turnul numai nouă metri, prea puțin pentru proporțiile bisericii ceea ce îi face pe specialiști să afirme că a fost sigur mai înalt odată.
În privința decoratiei exterioare este de observat brâul sculptat care înconjoară biserica de jur împrejur și consolele frumoase pe care se spijină cununa.
Din decorația interioară nu se distinge aproape nimic în afară de partea superioară a tâmplei.
În schimb, biserica posedă câteva icoane foatre valoroase. Trei dintre ele: ,,Intrarea în Ierusalim”, ,,Înălțarea Domnului la cer” și ,,Buna Vestire” au fost prezentate în diferite țări cu ocazia unor expoziții internationale.

## Imagini din interior

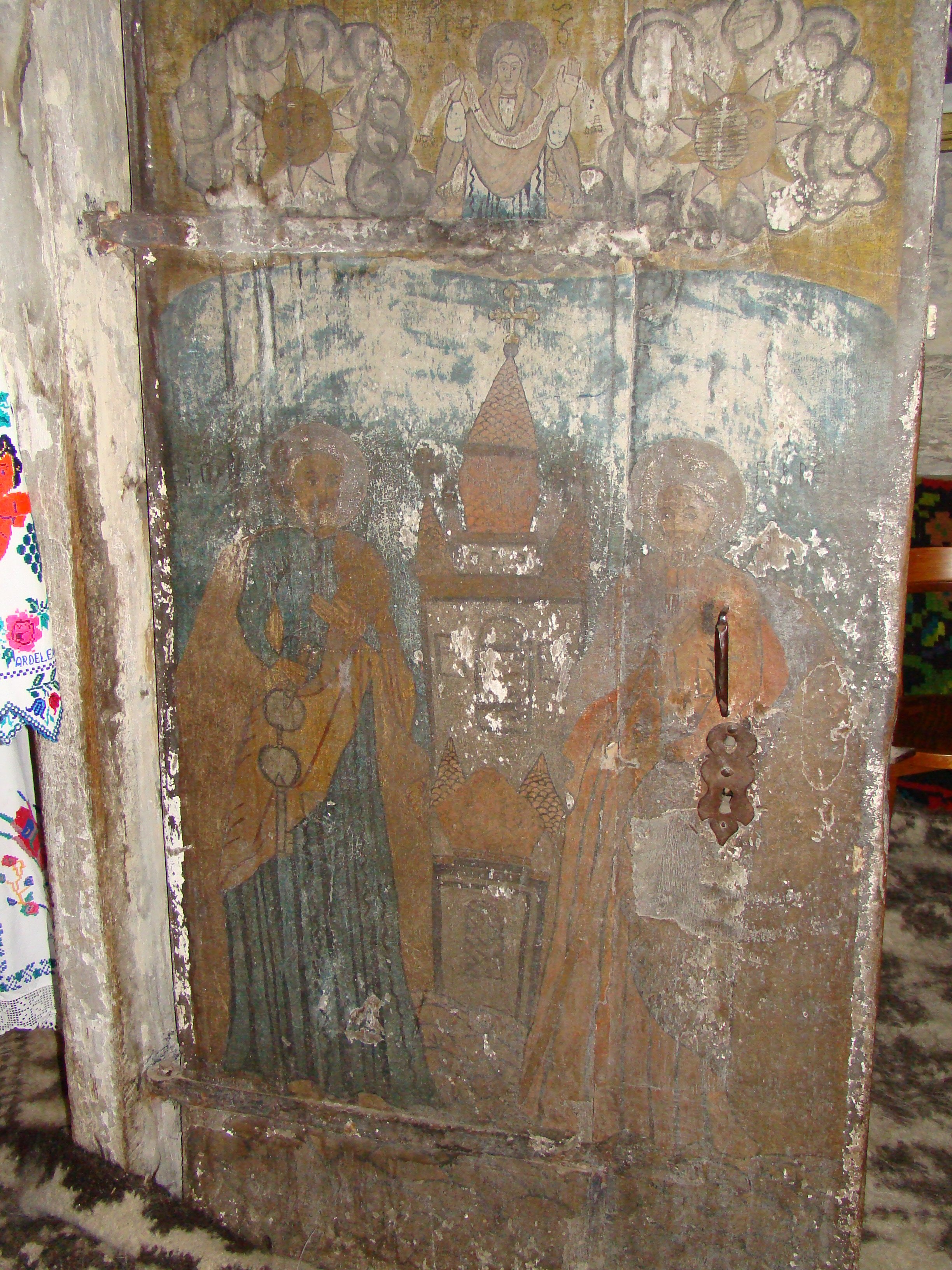
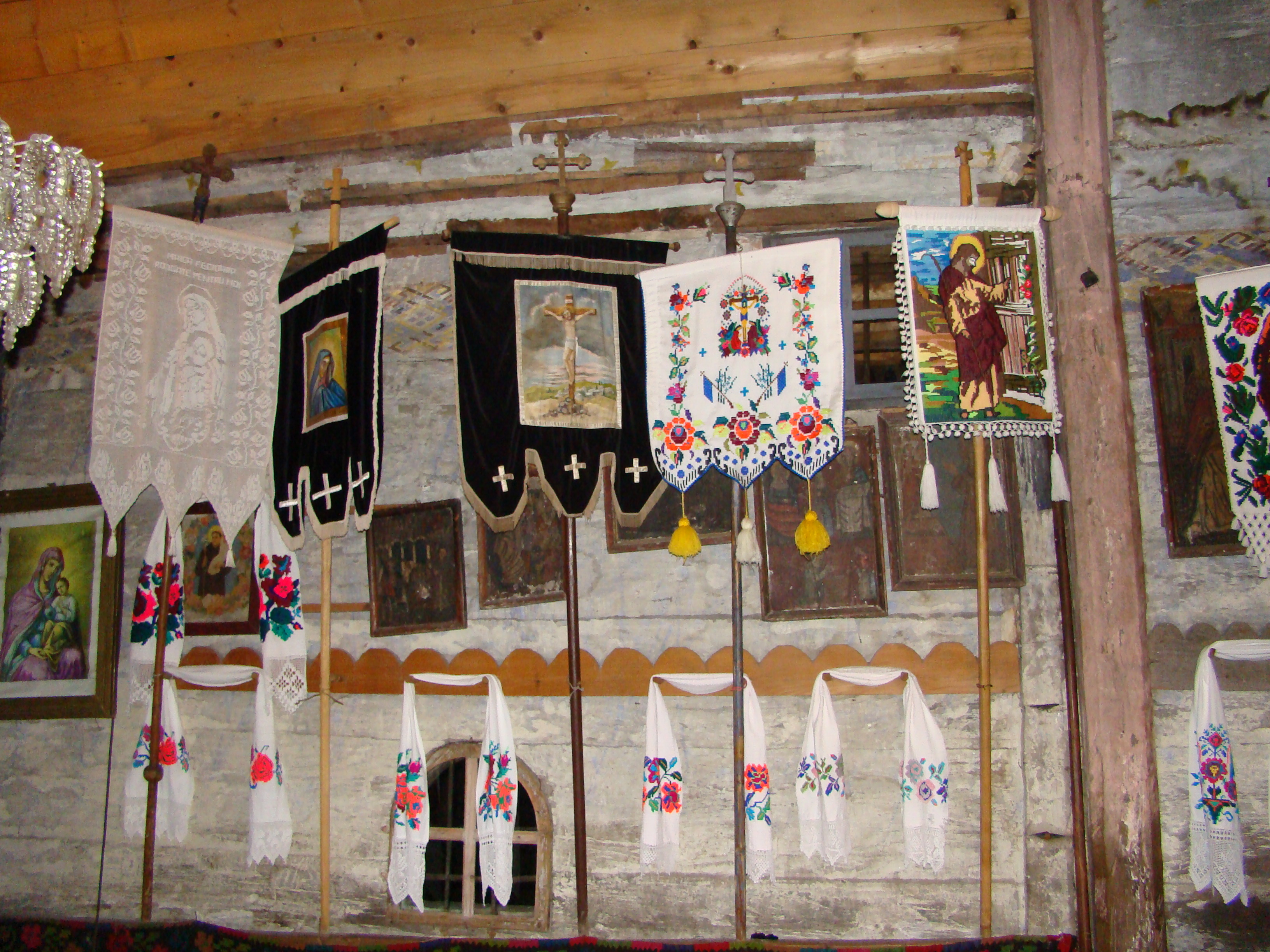
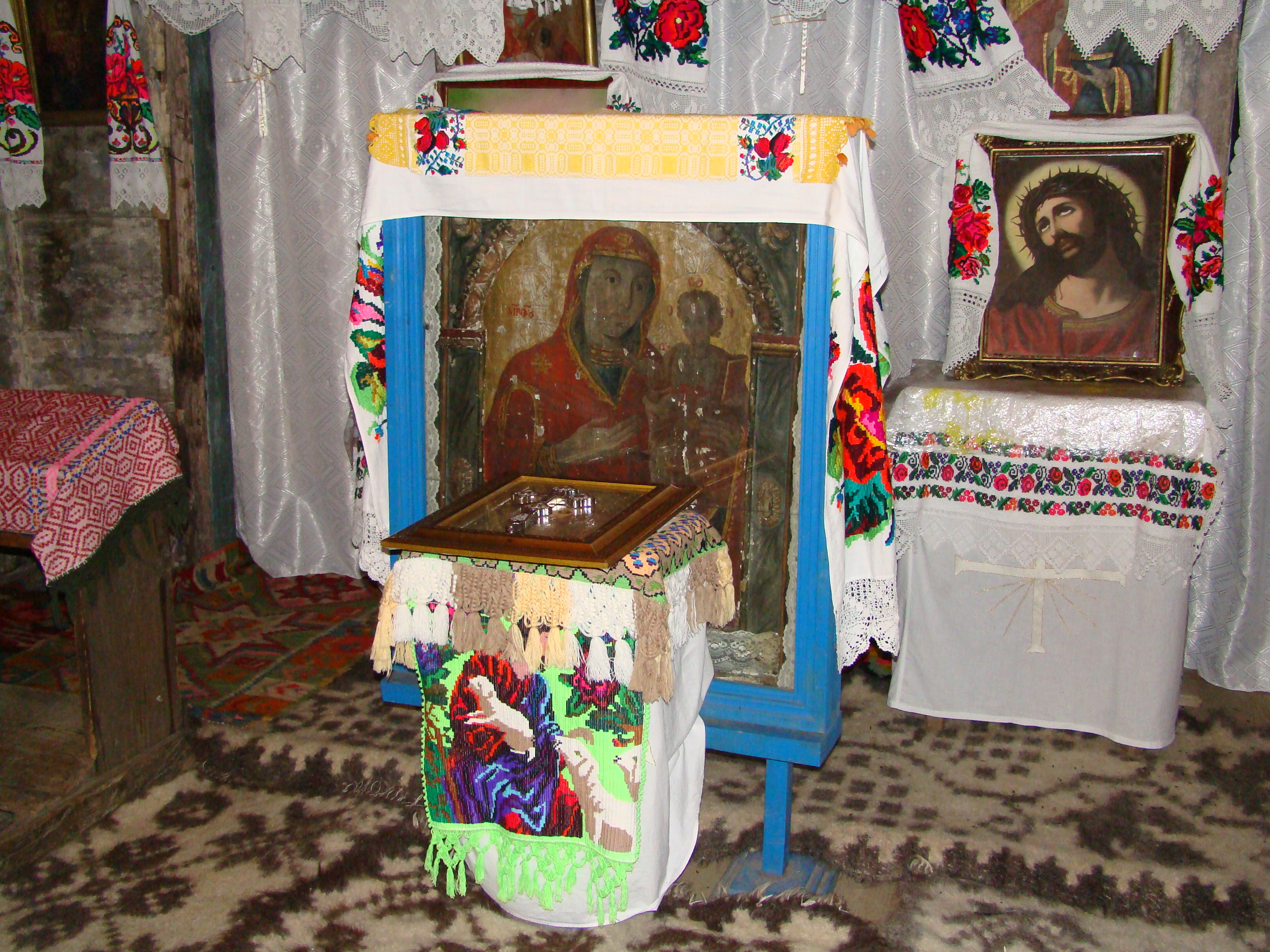
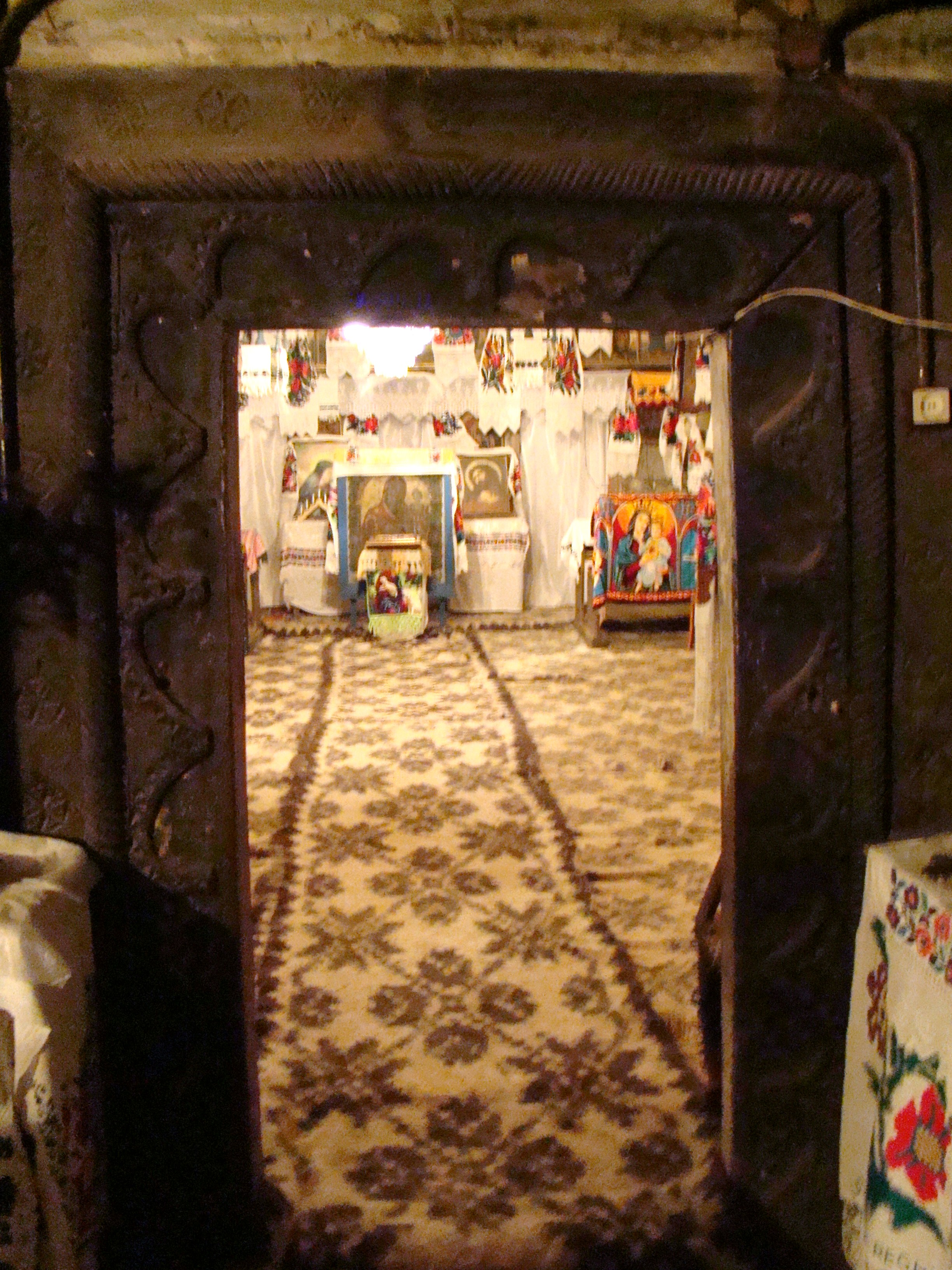
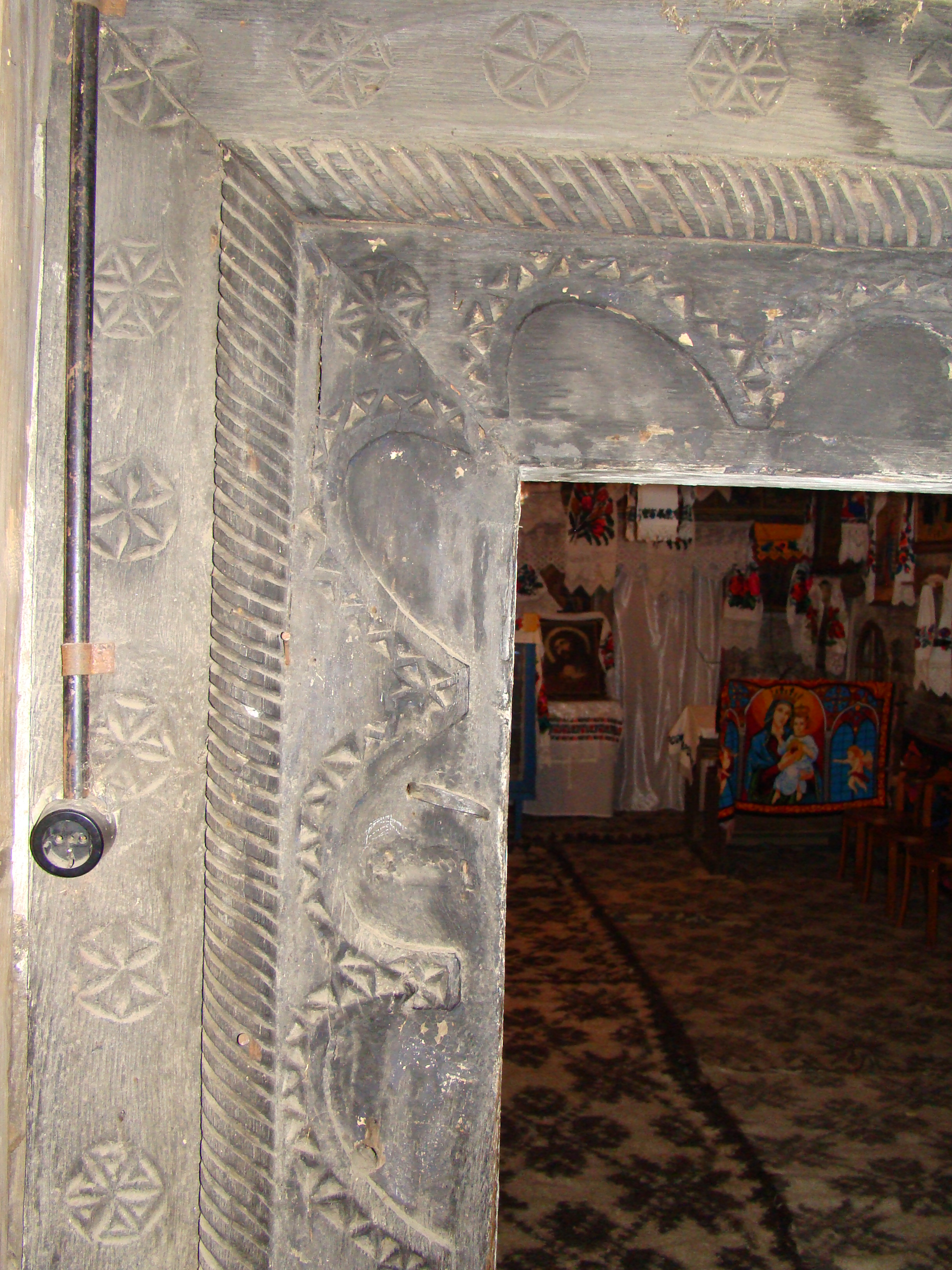
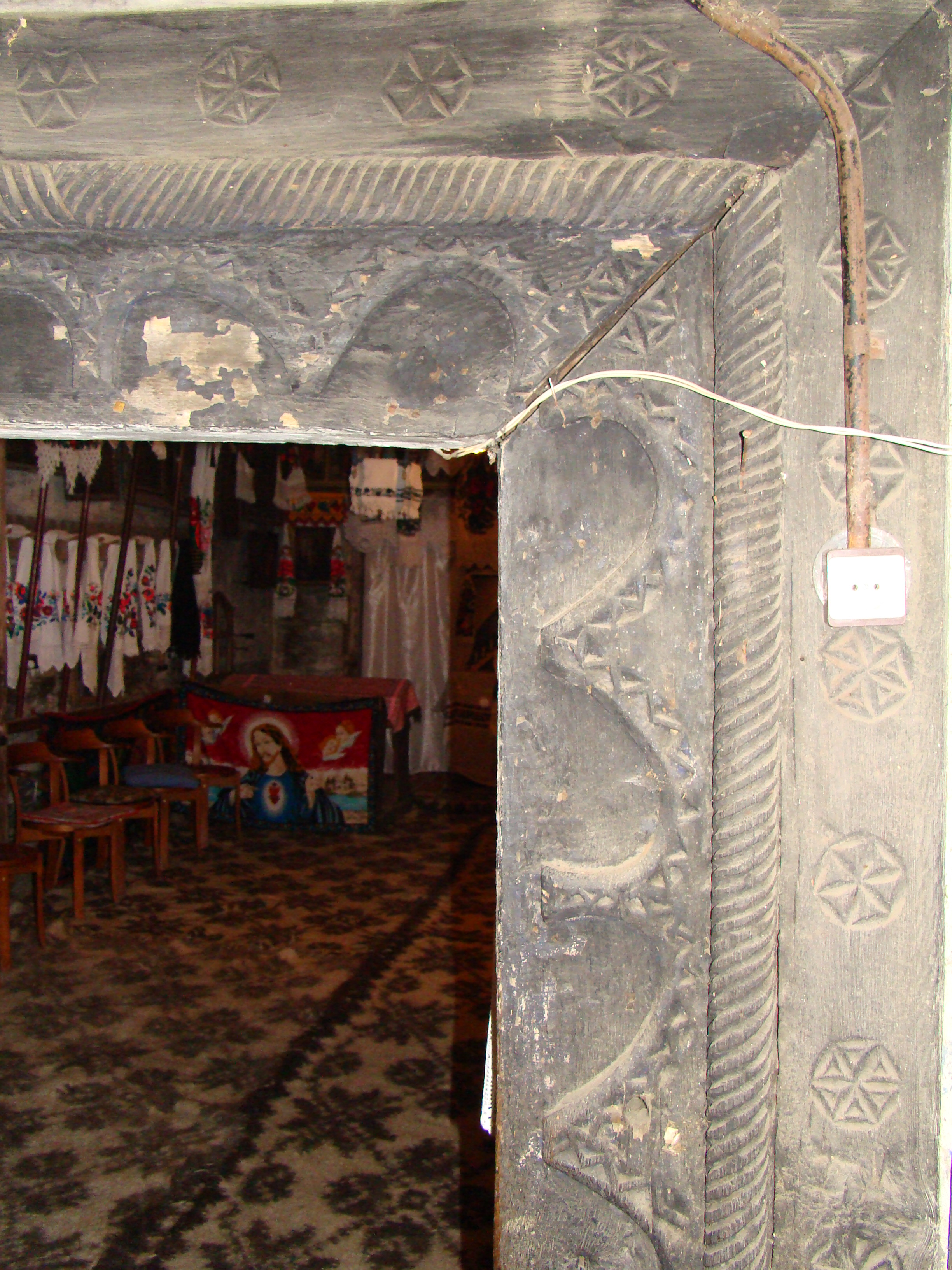
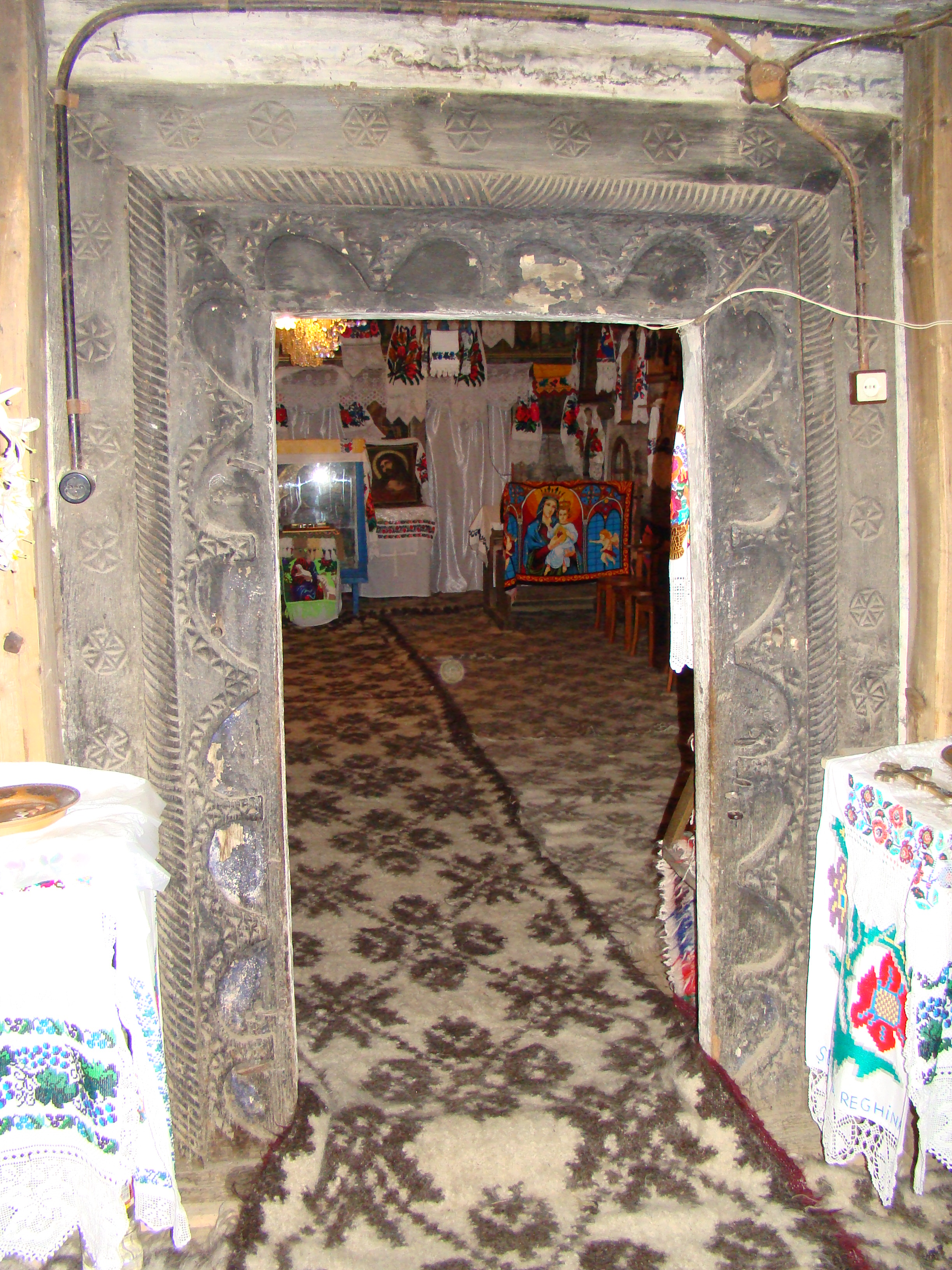
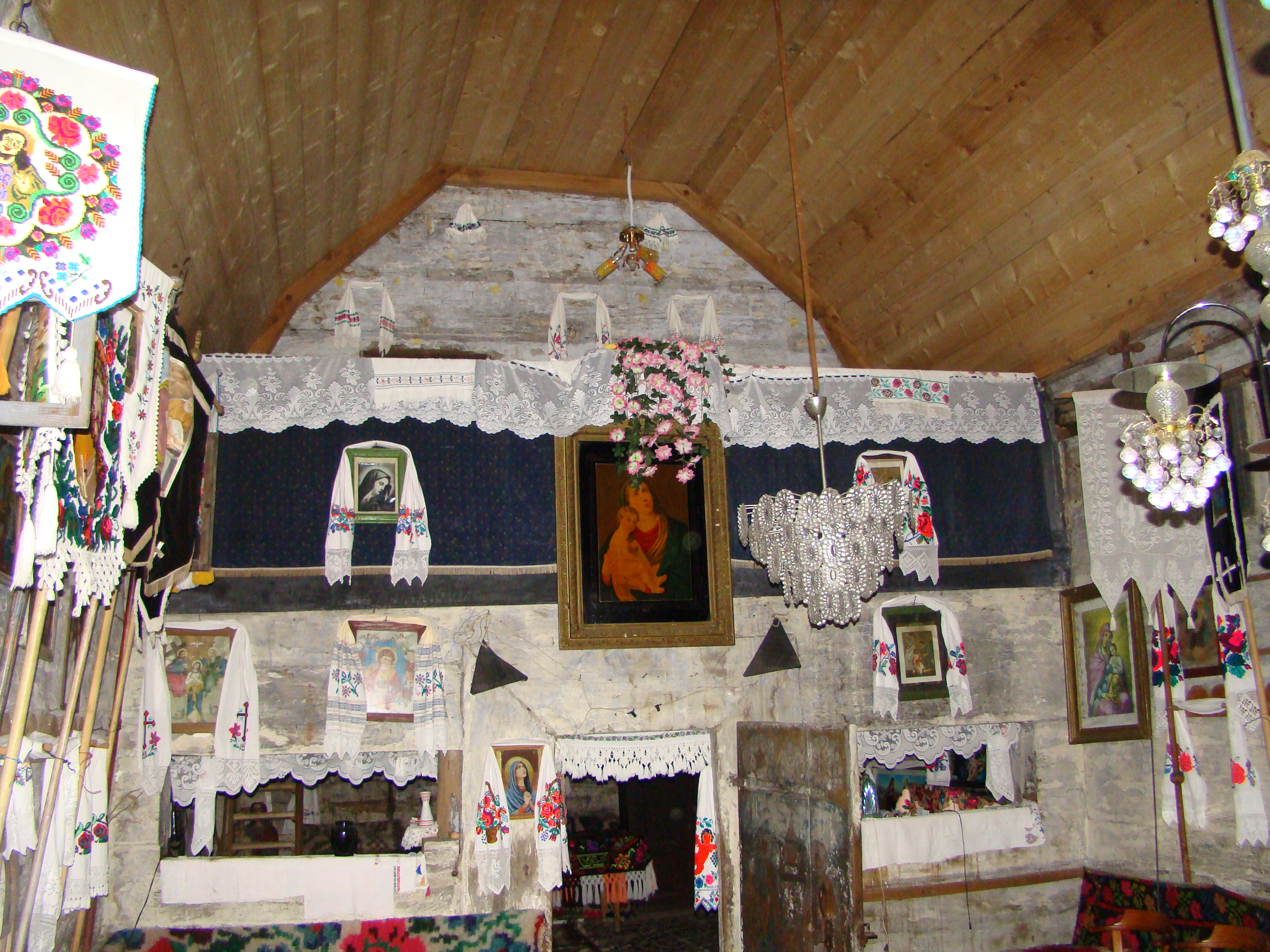
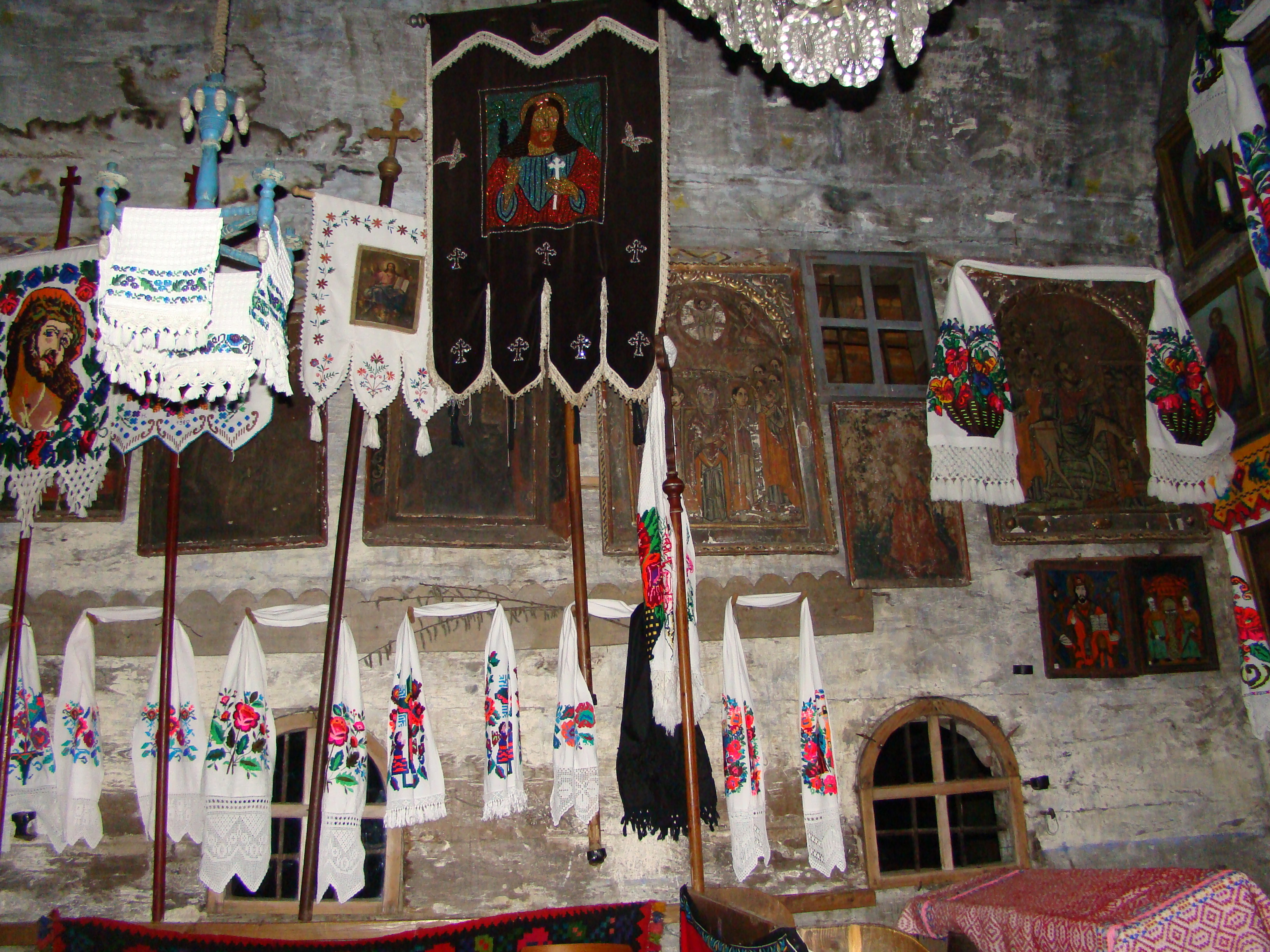
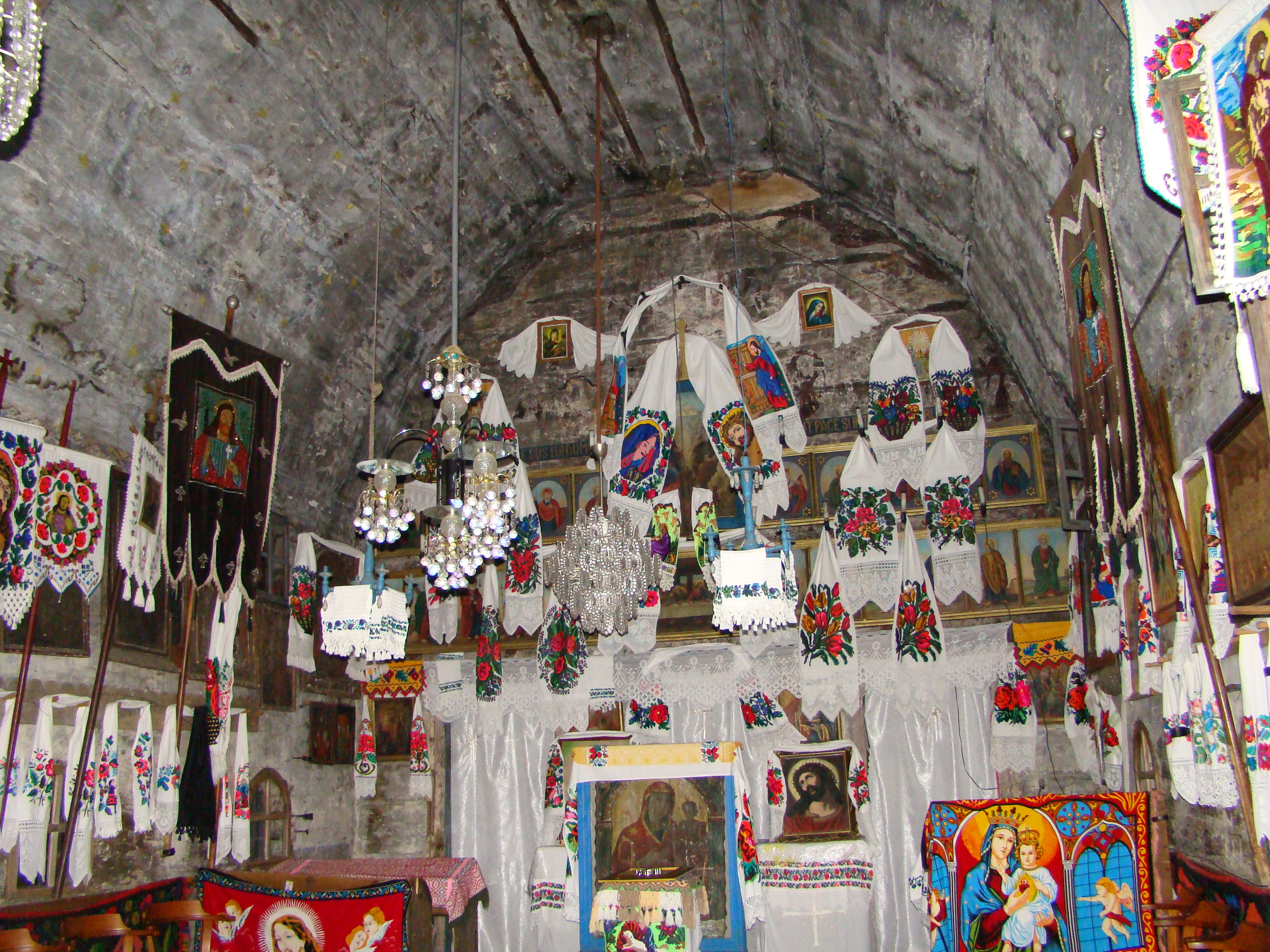
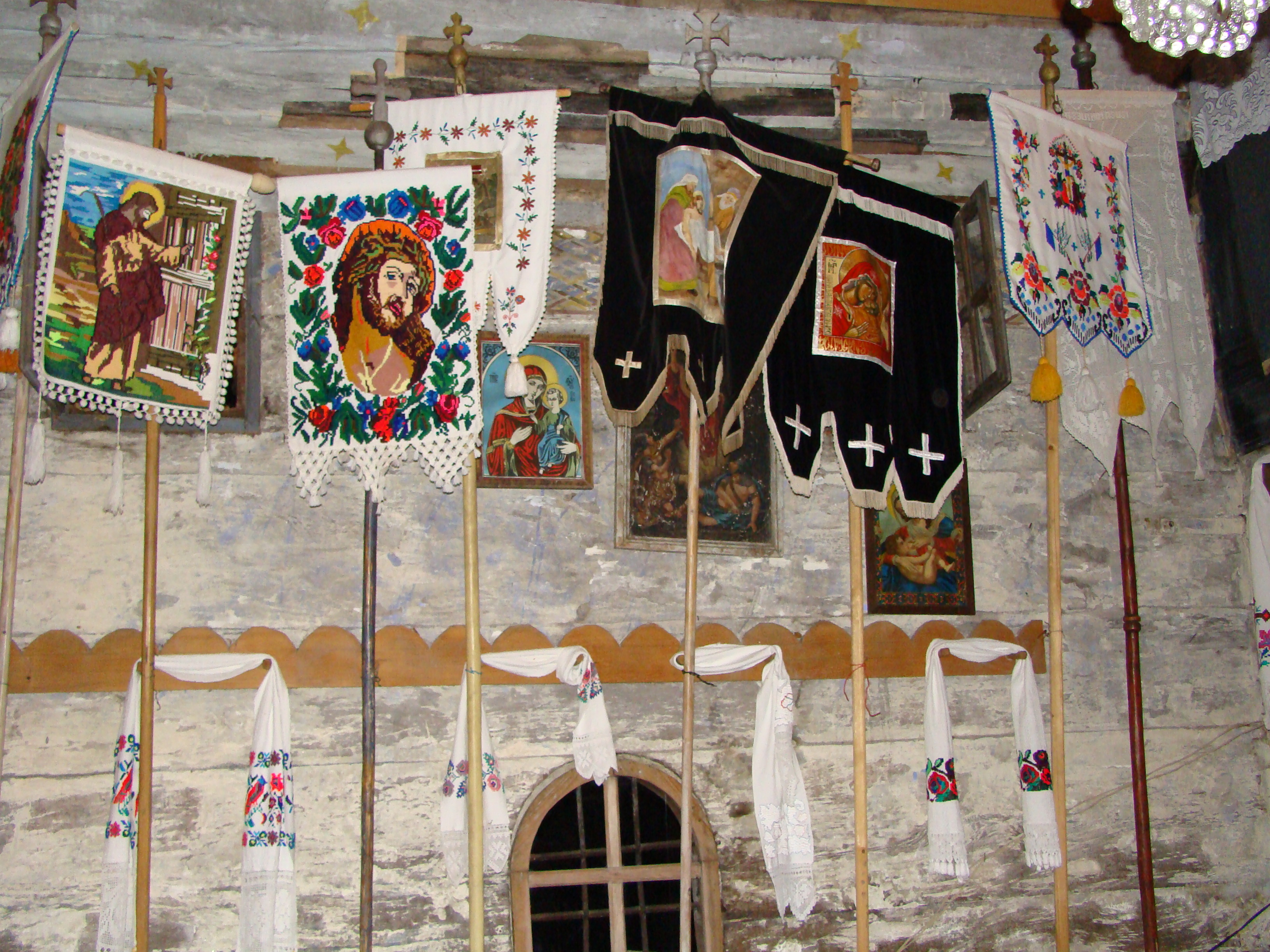

## Imagini din exterior

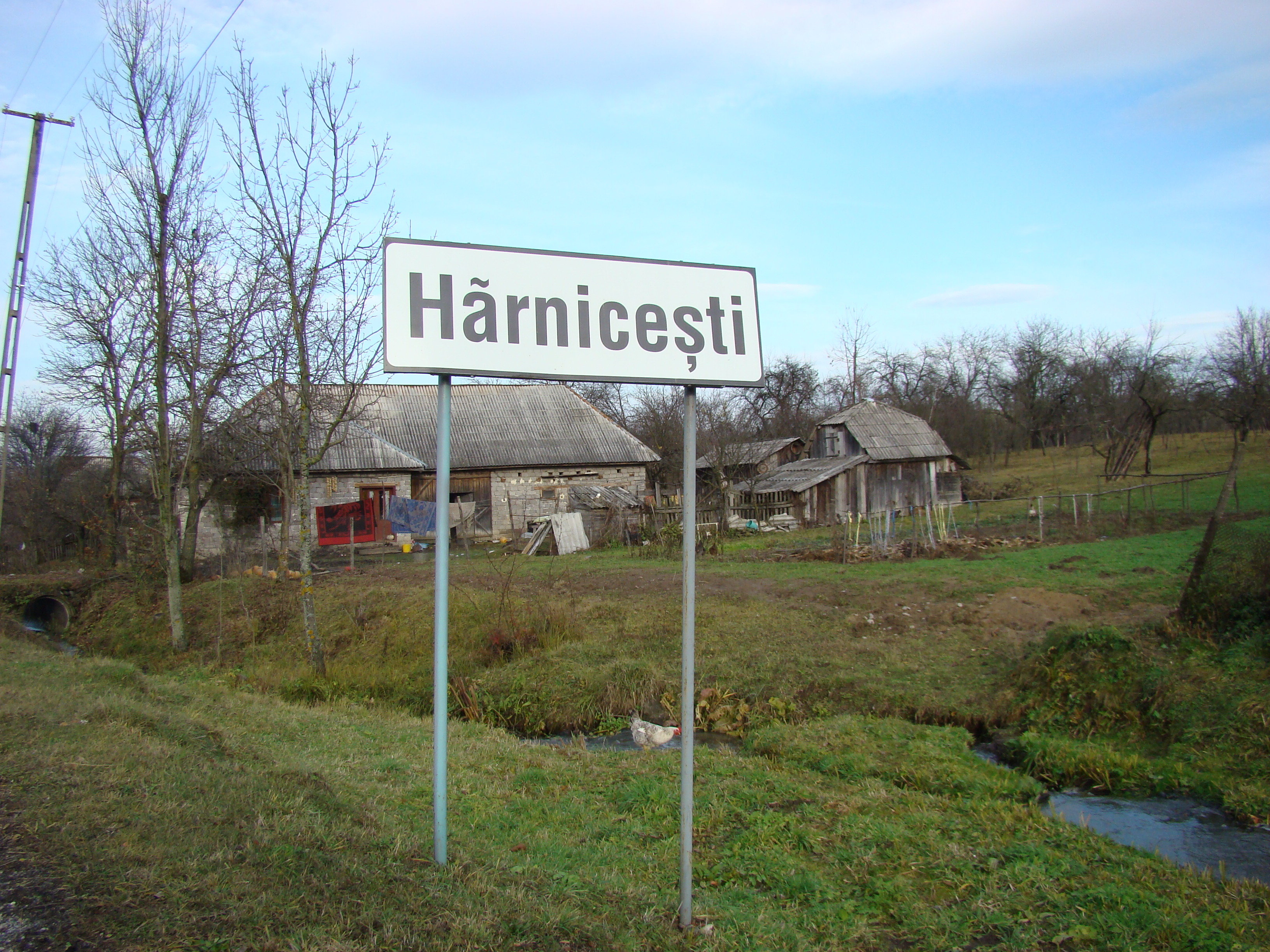
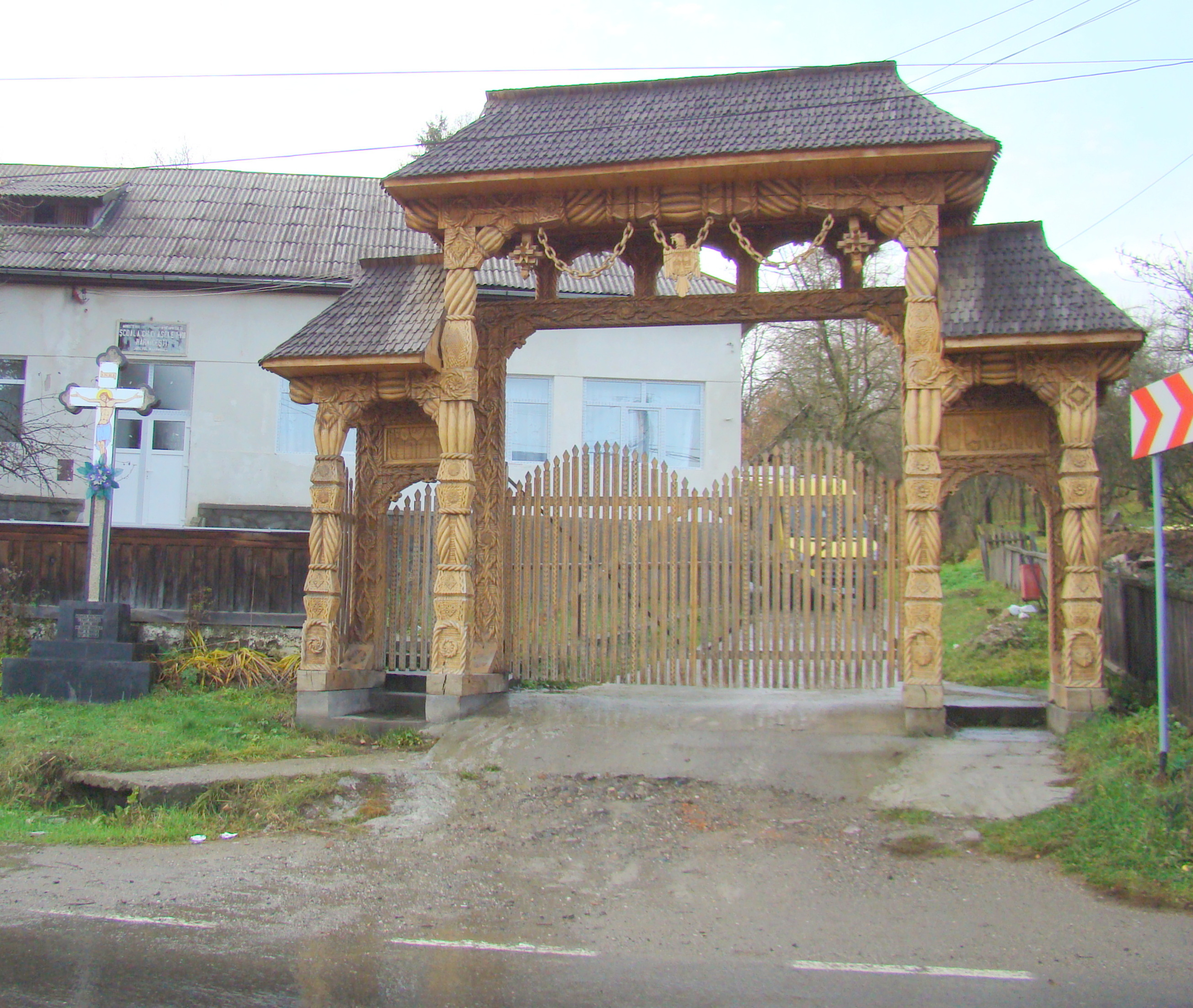
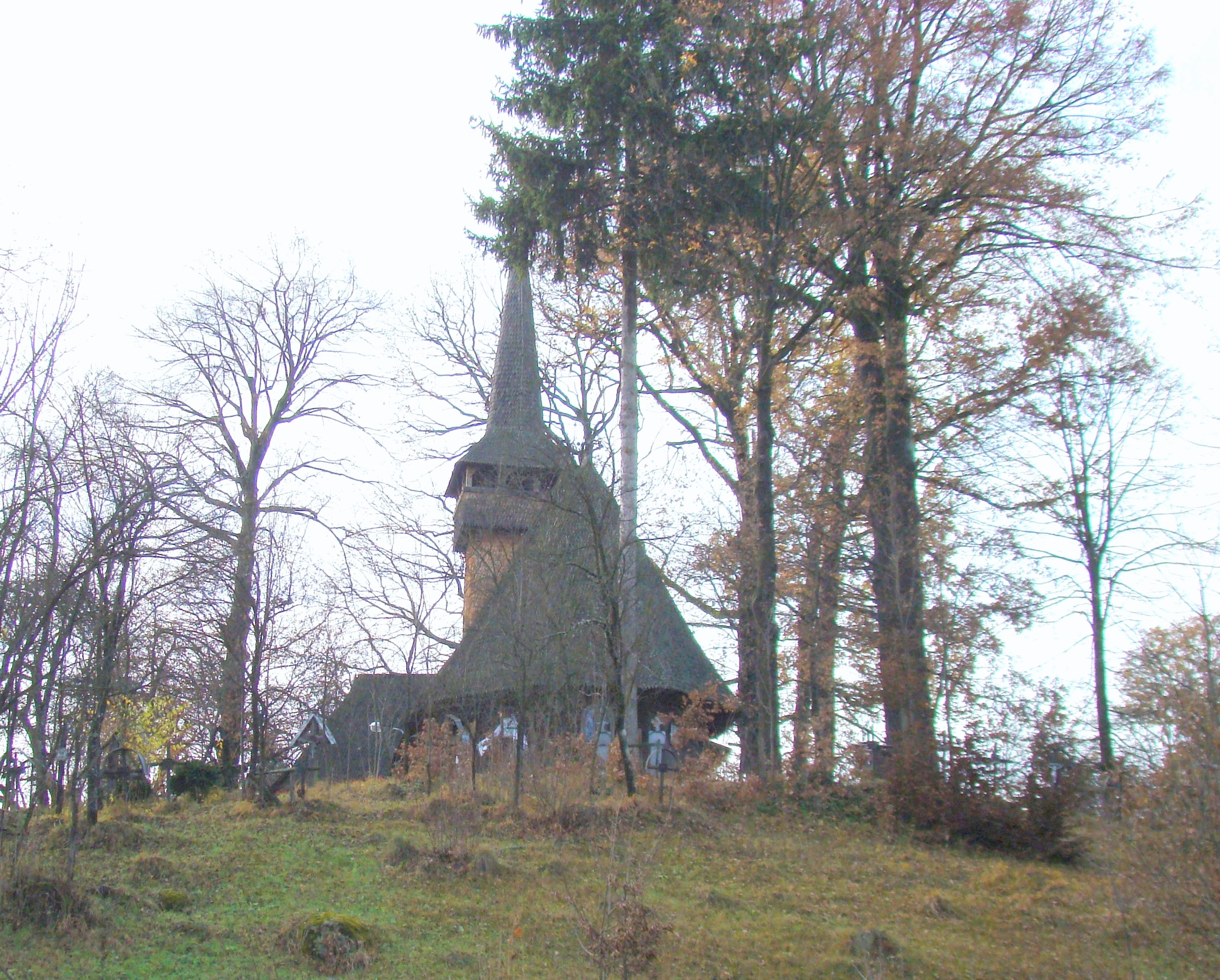
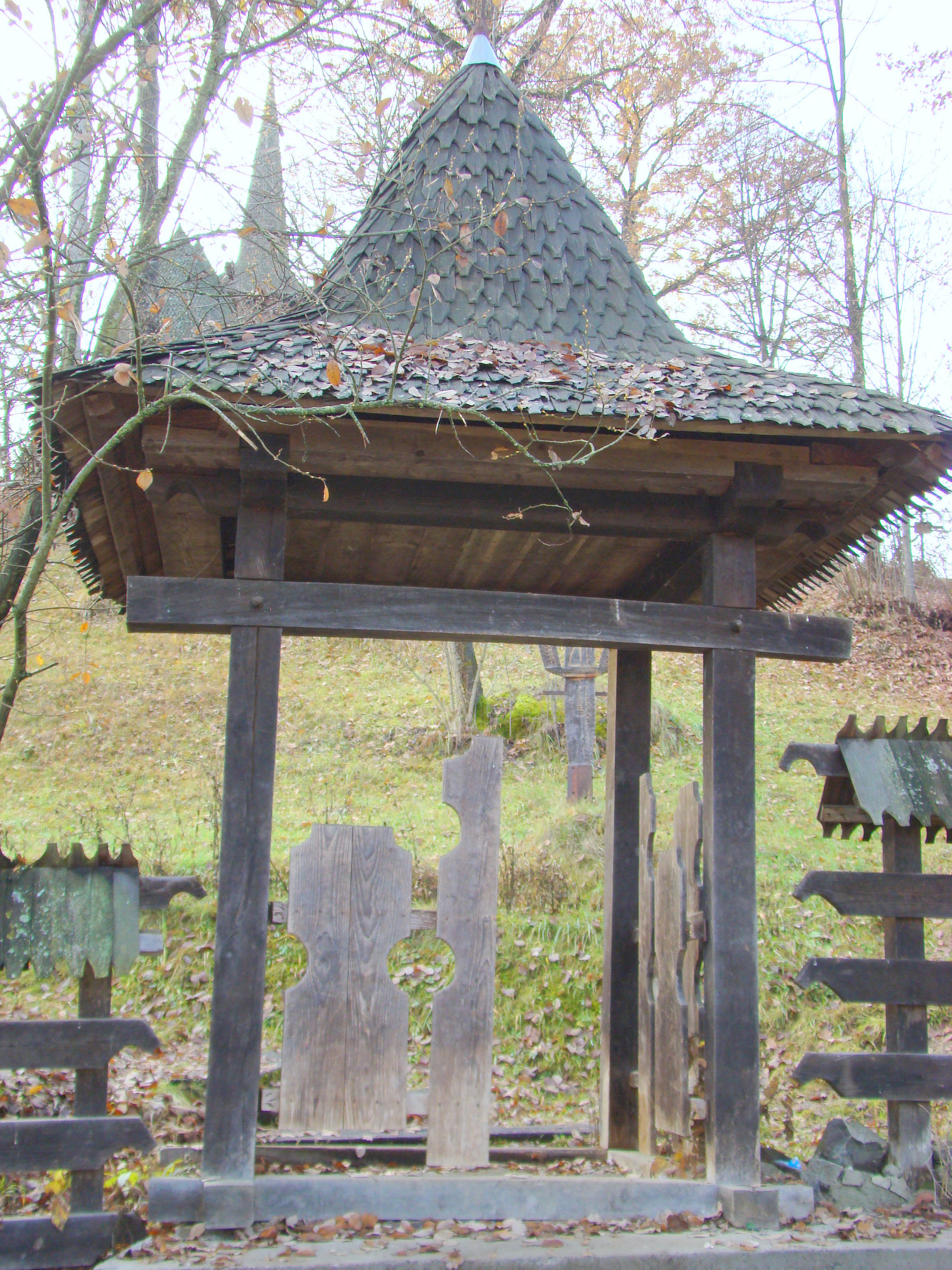
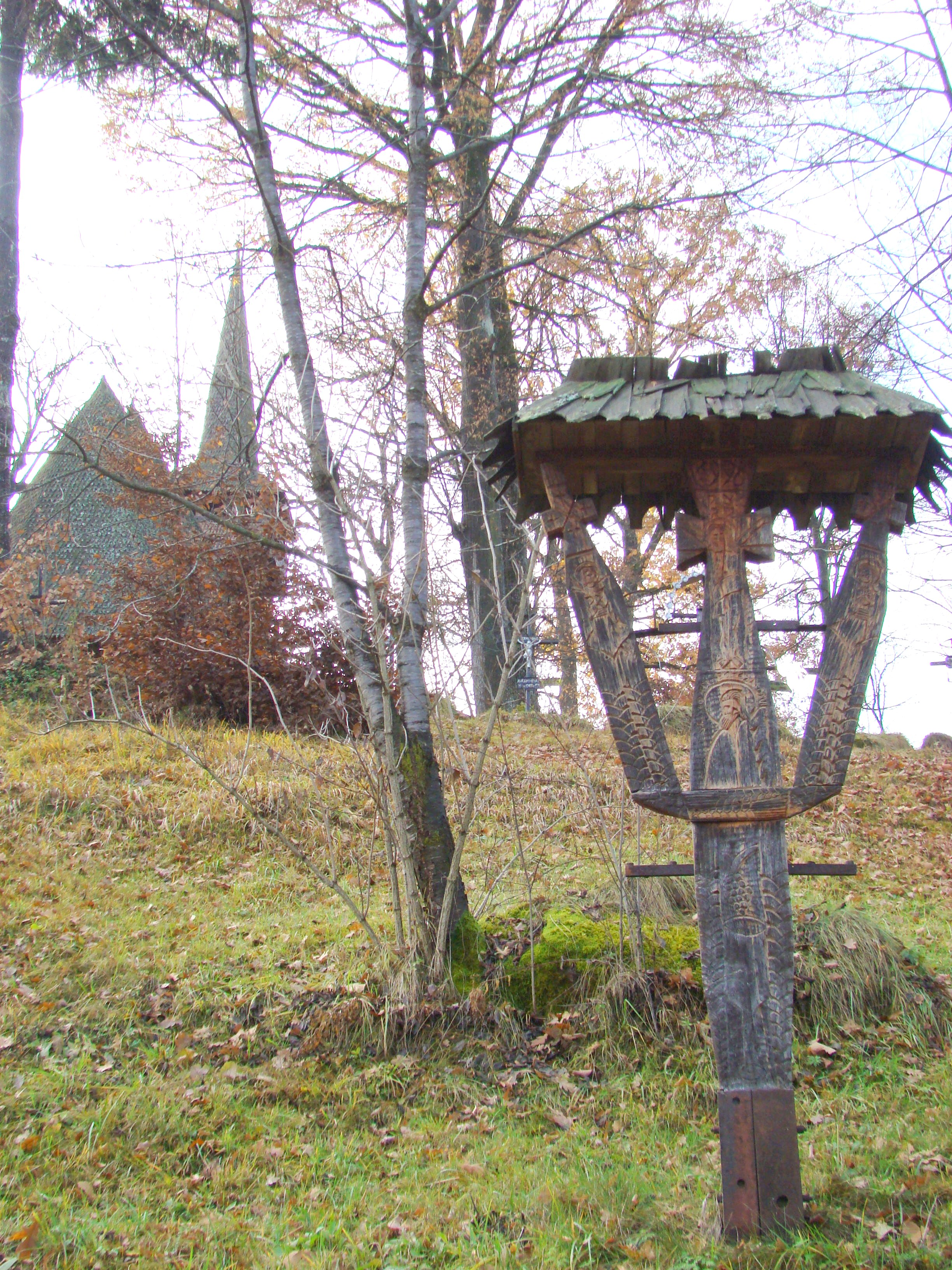
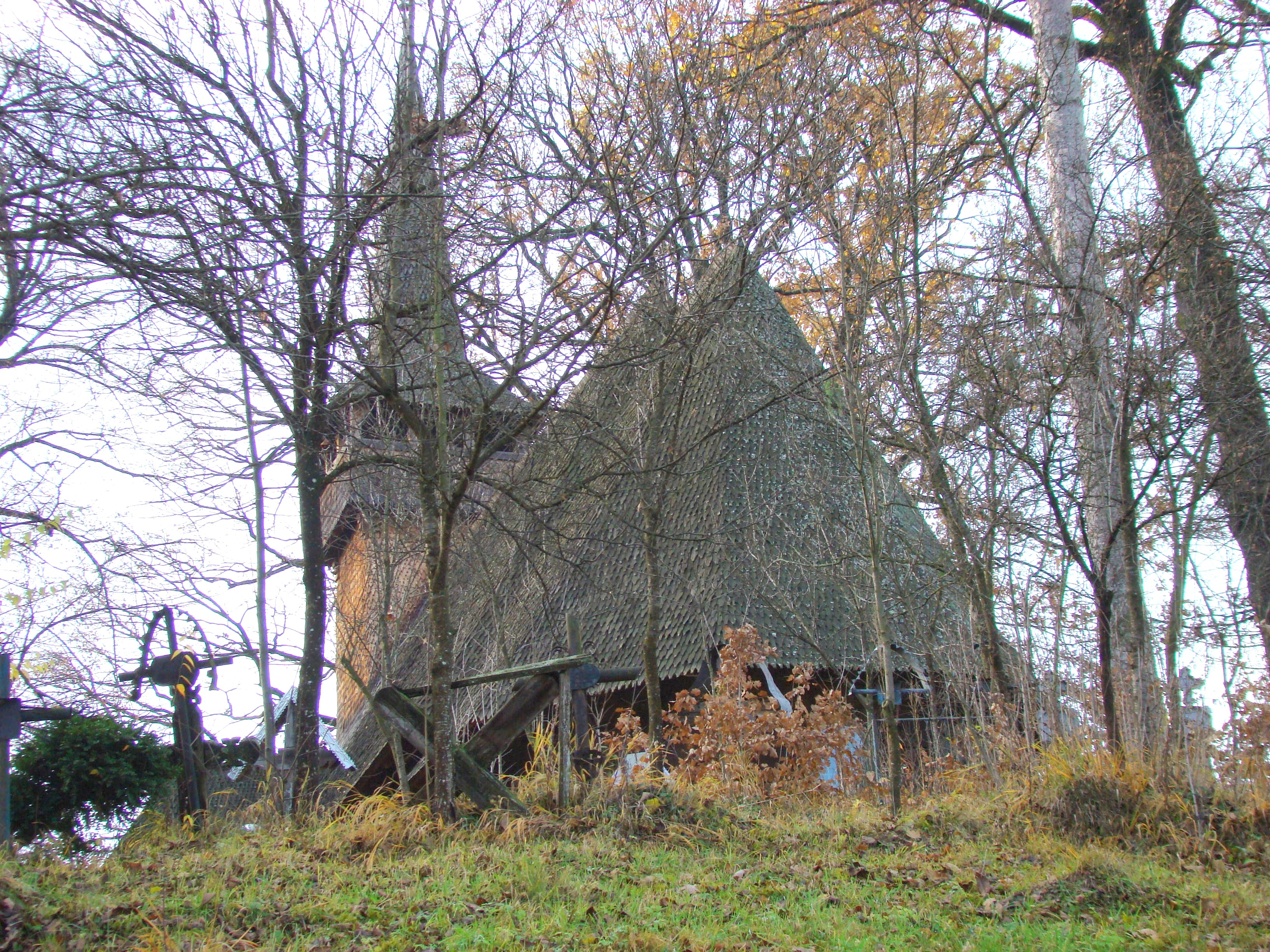
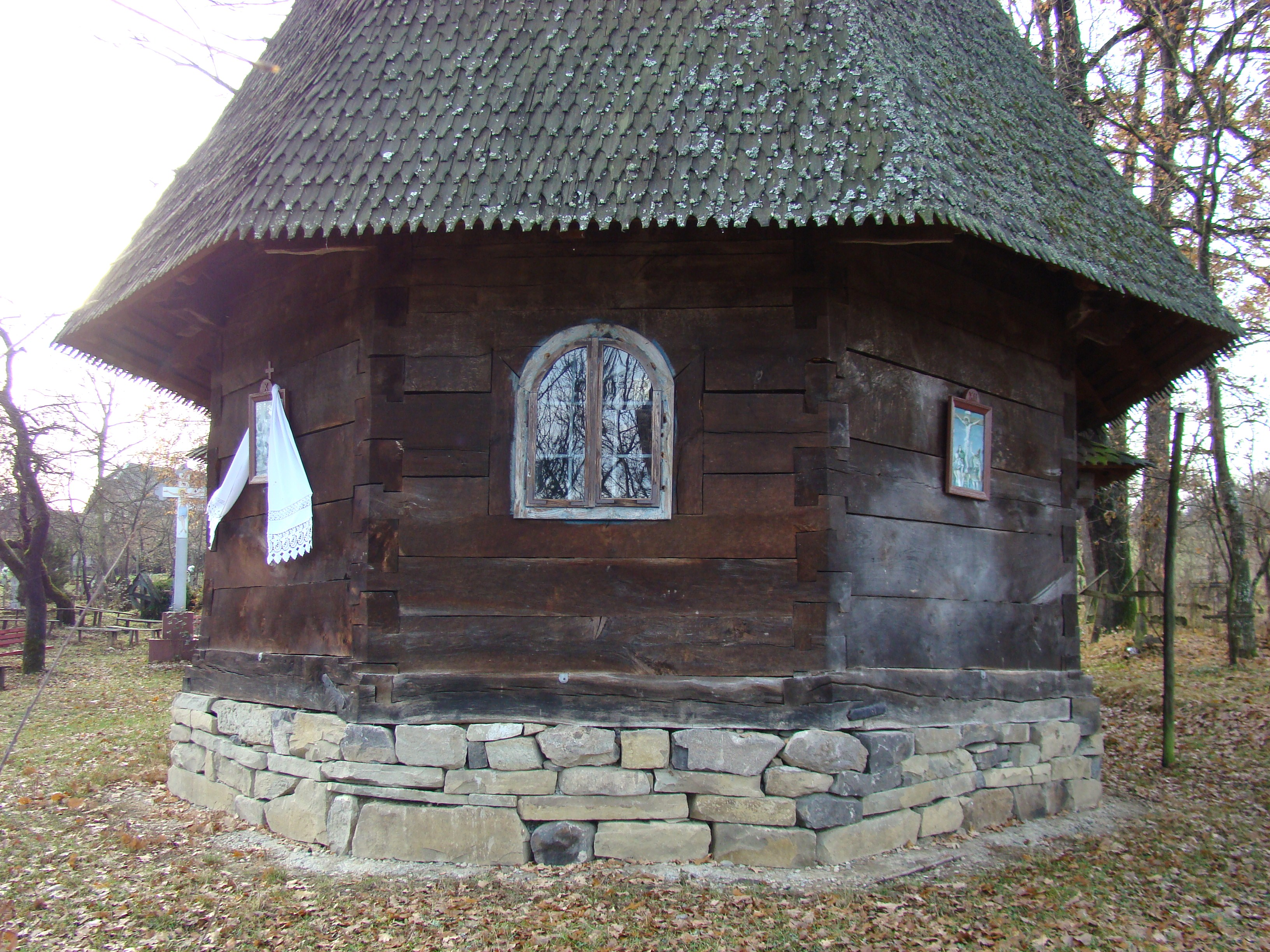
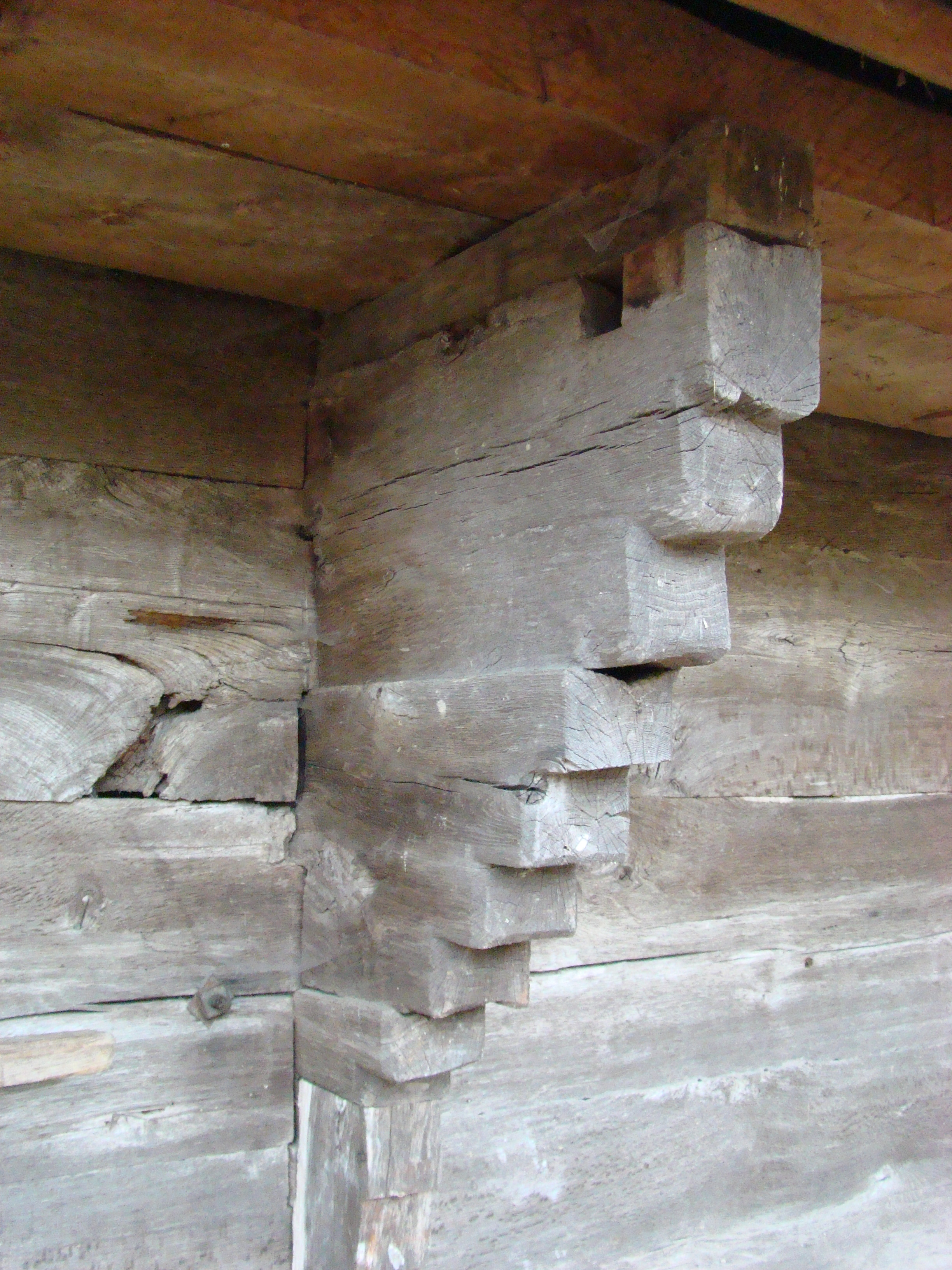
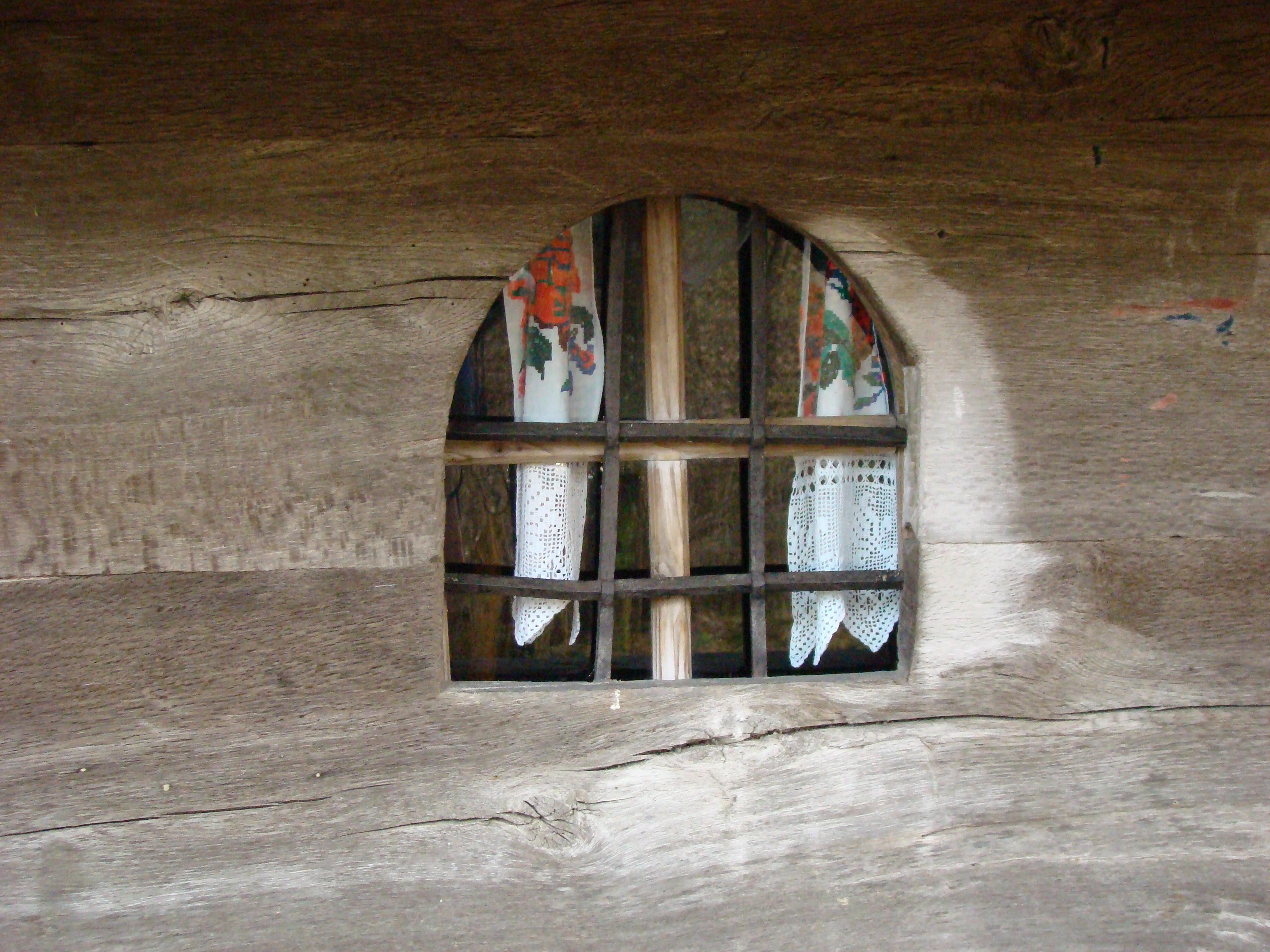
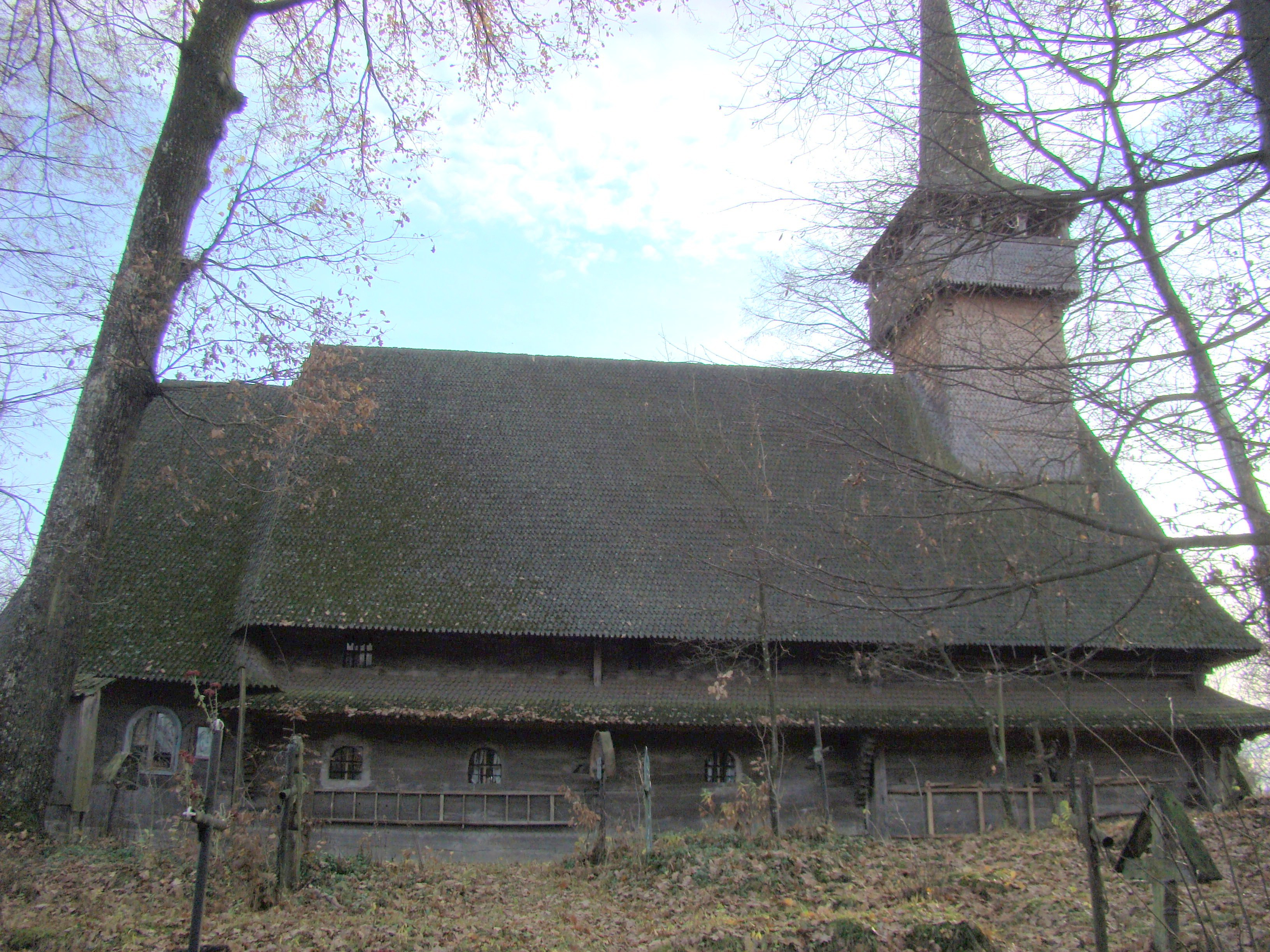
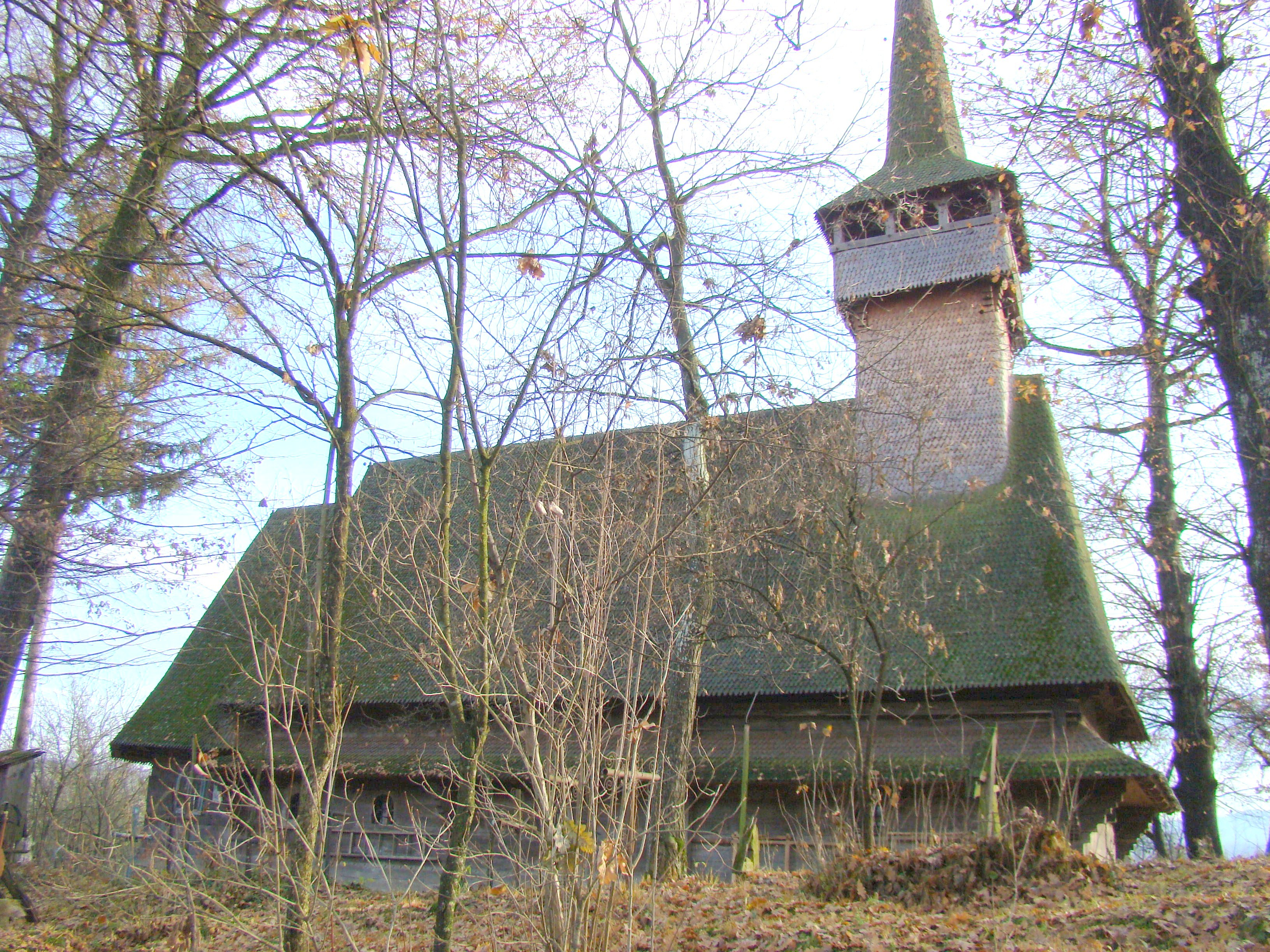
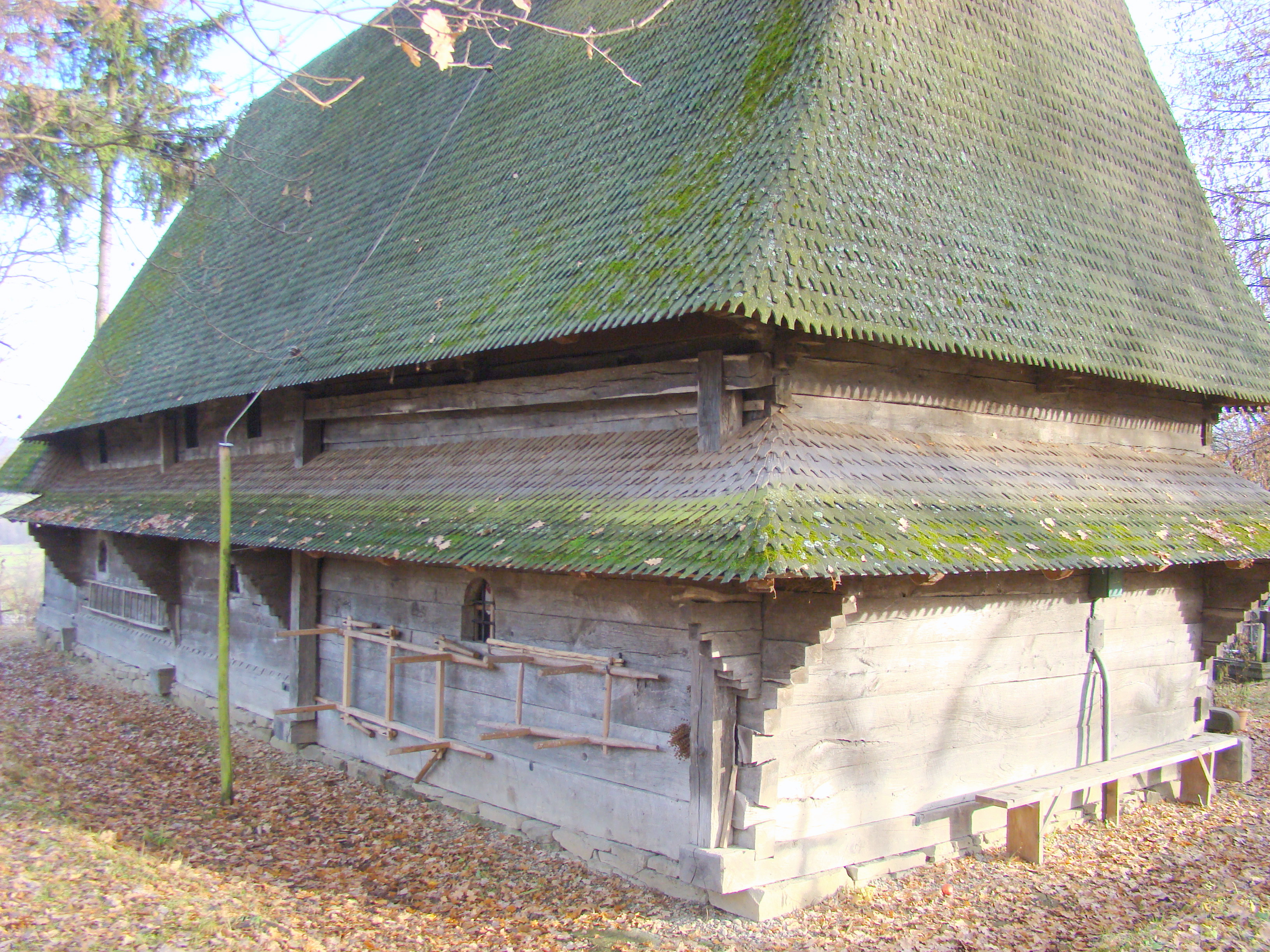
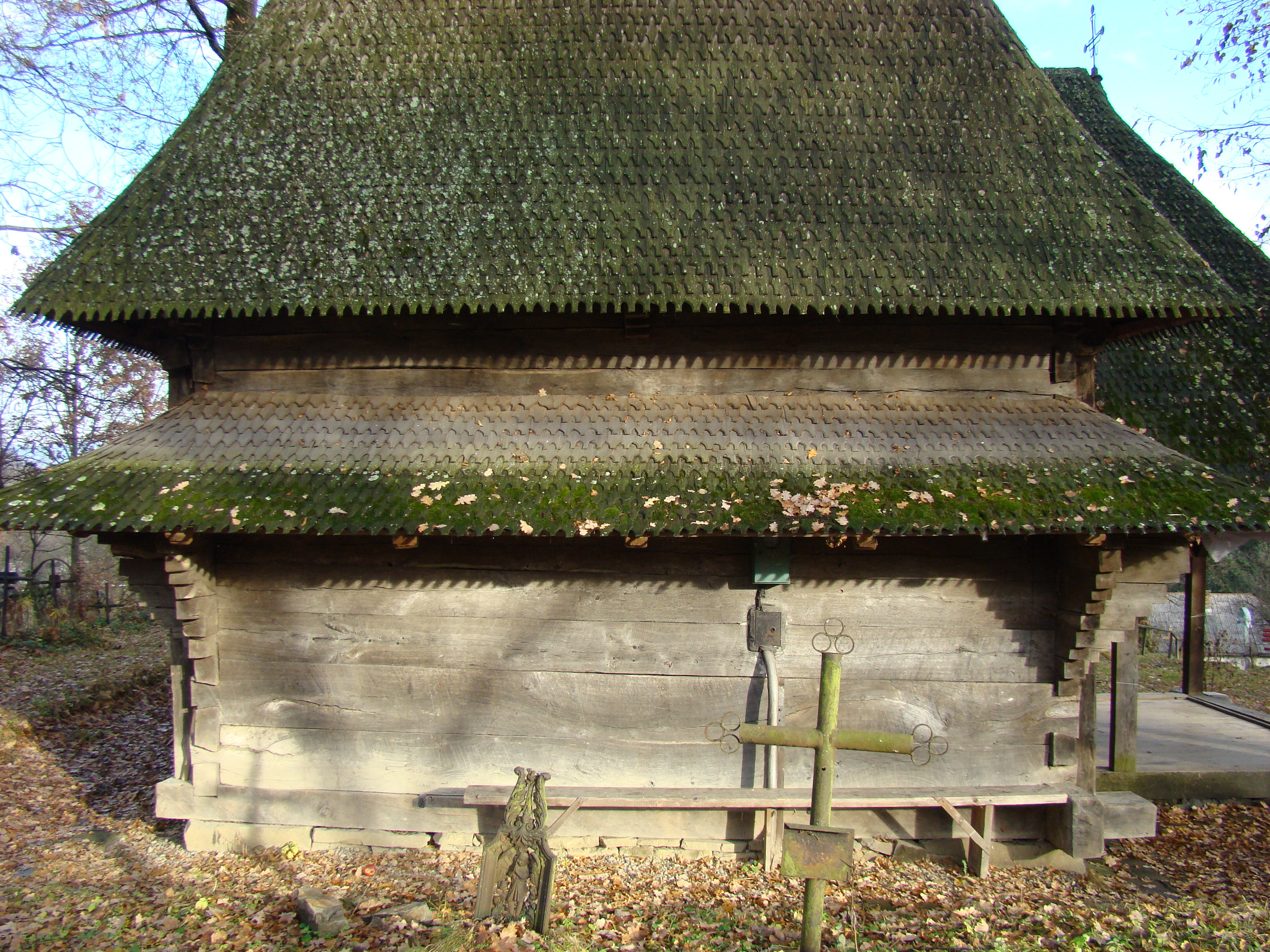
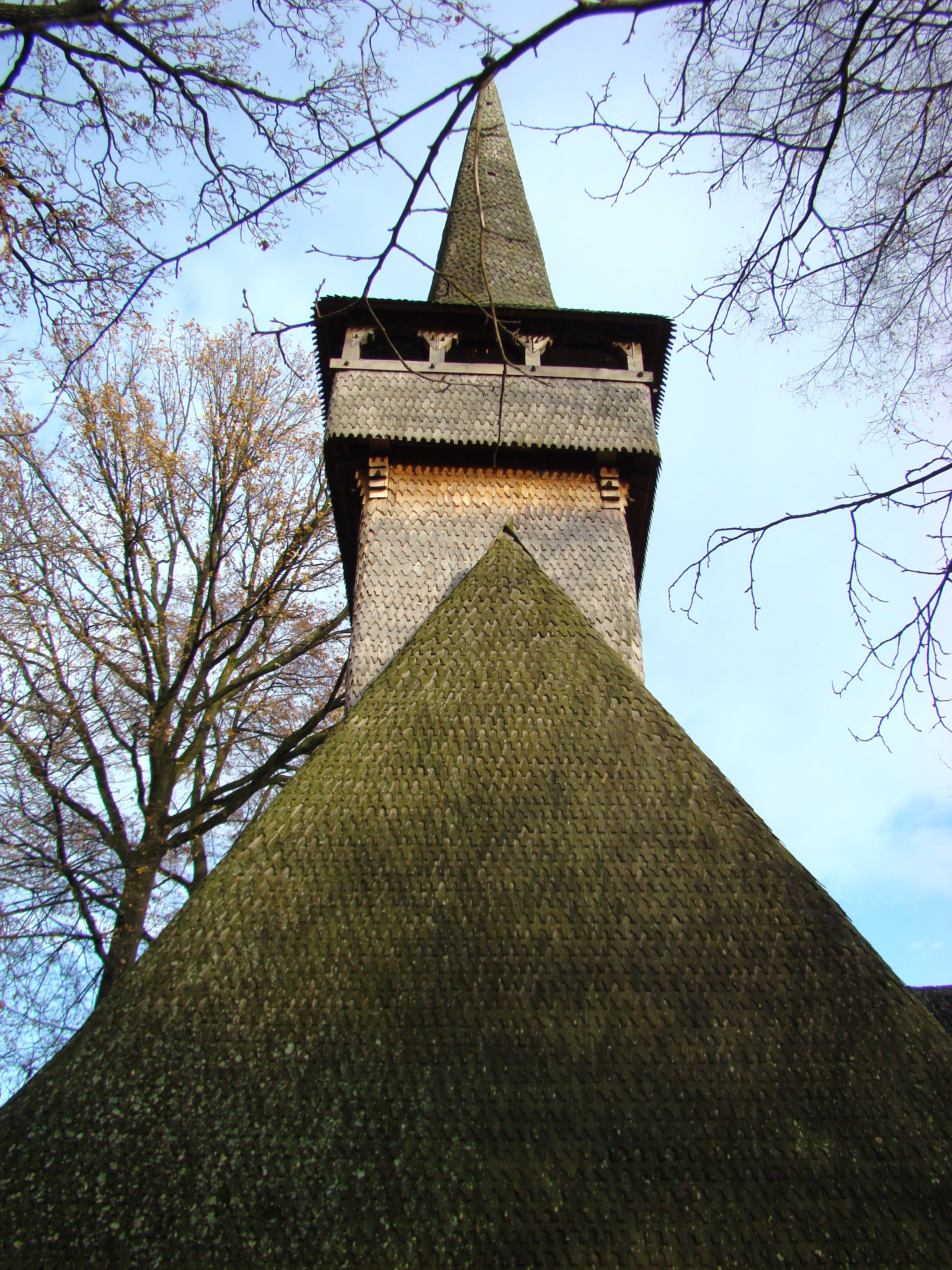
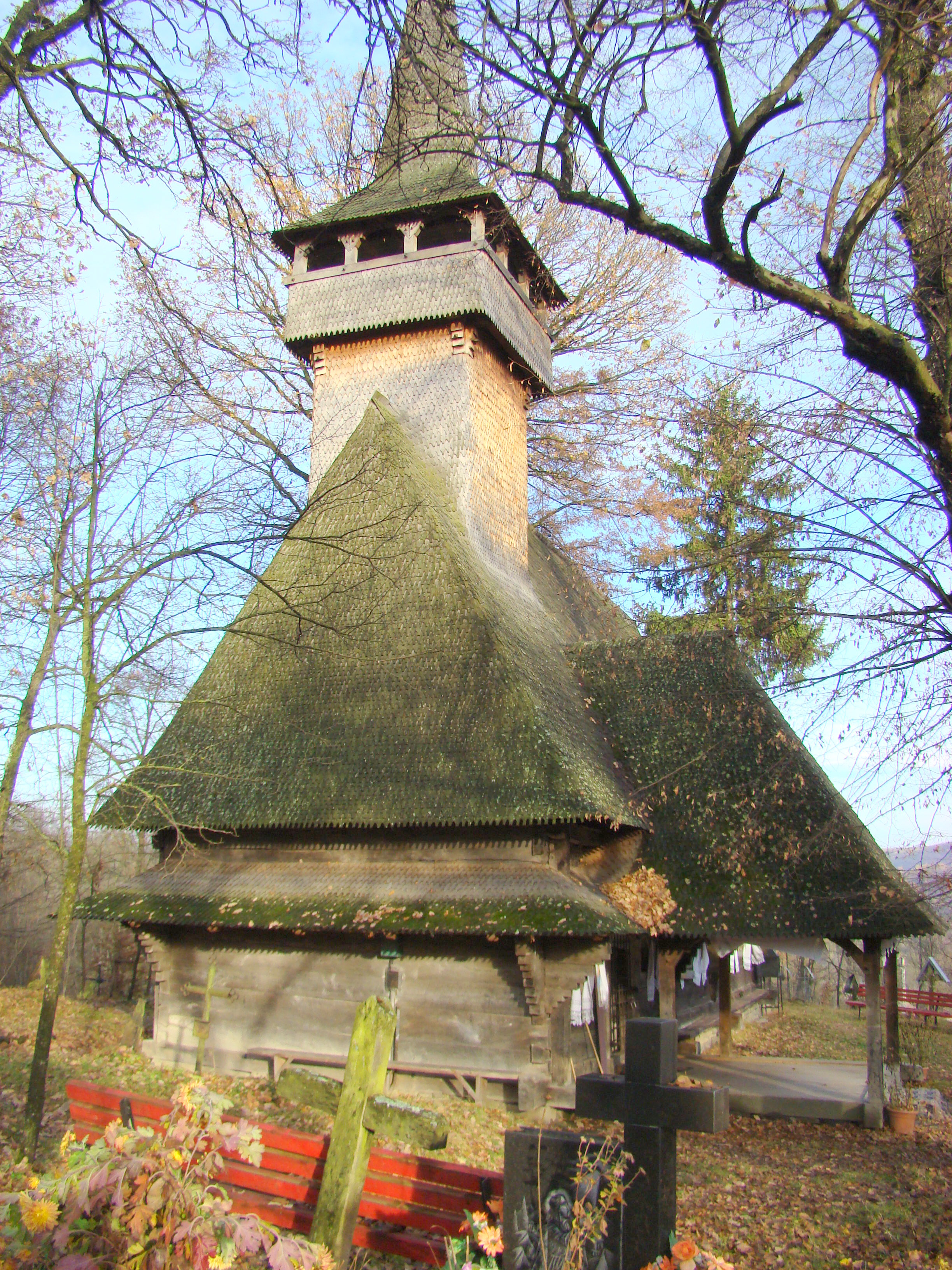
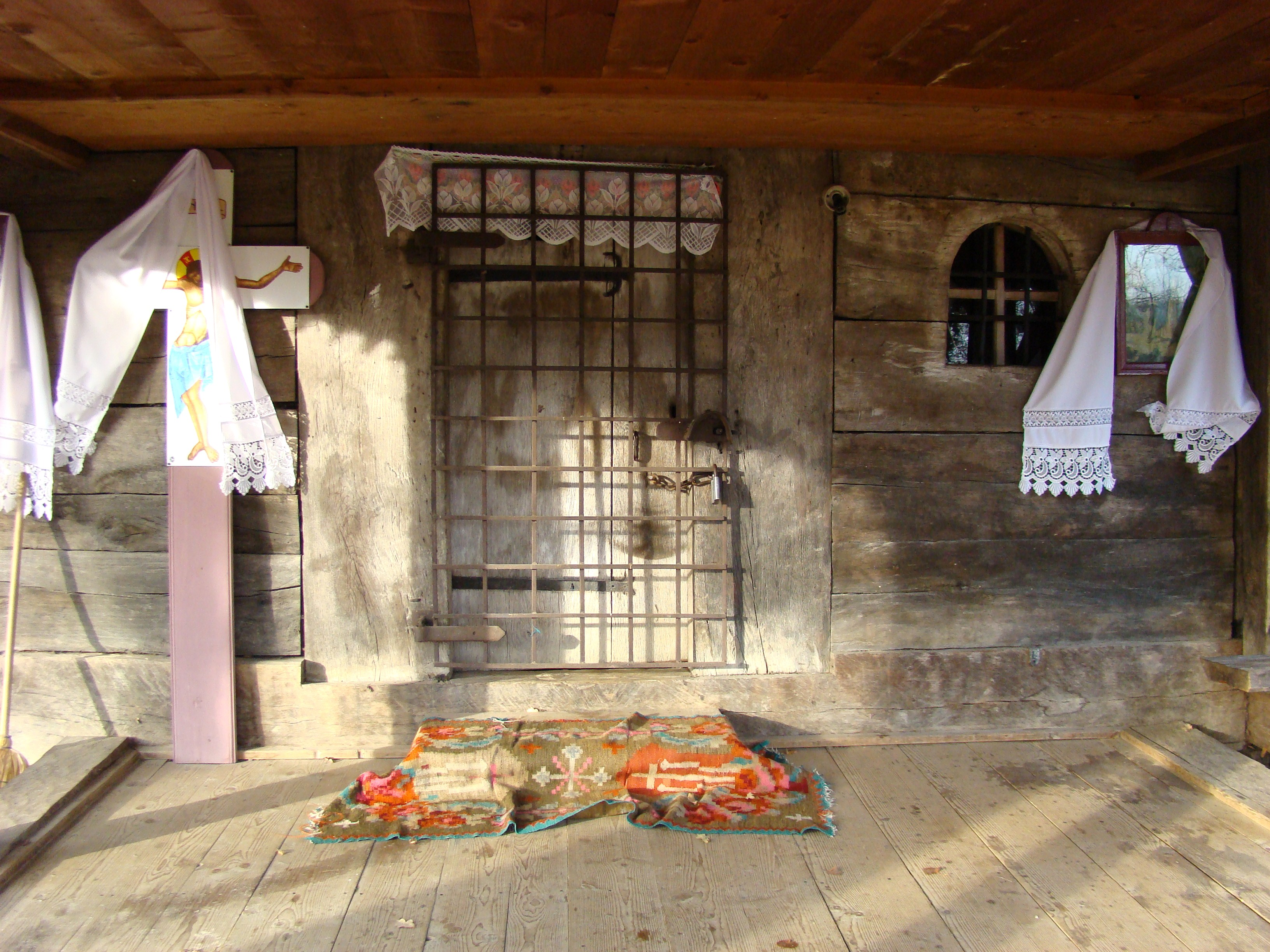
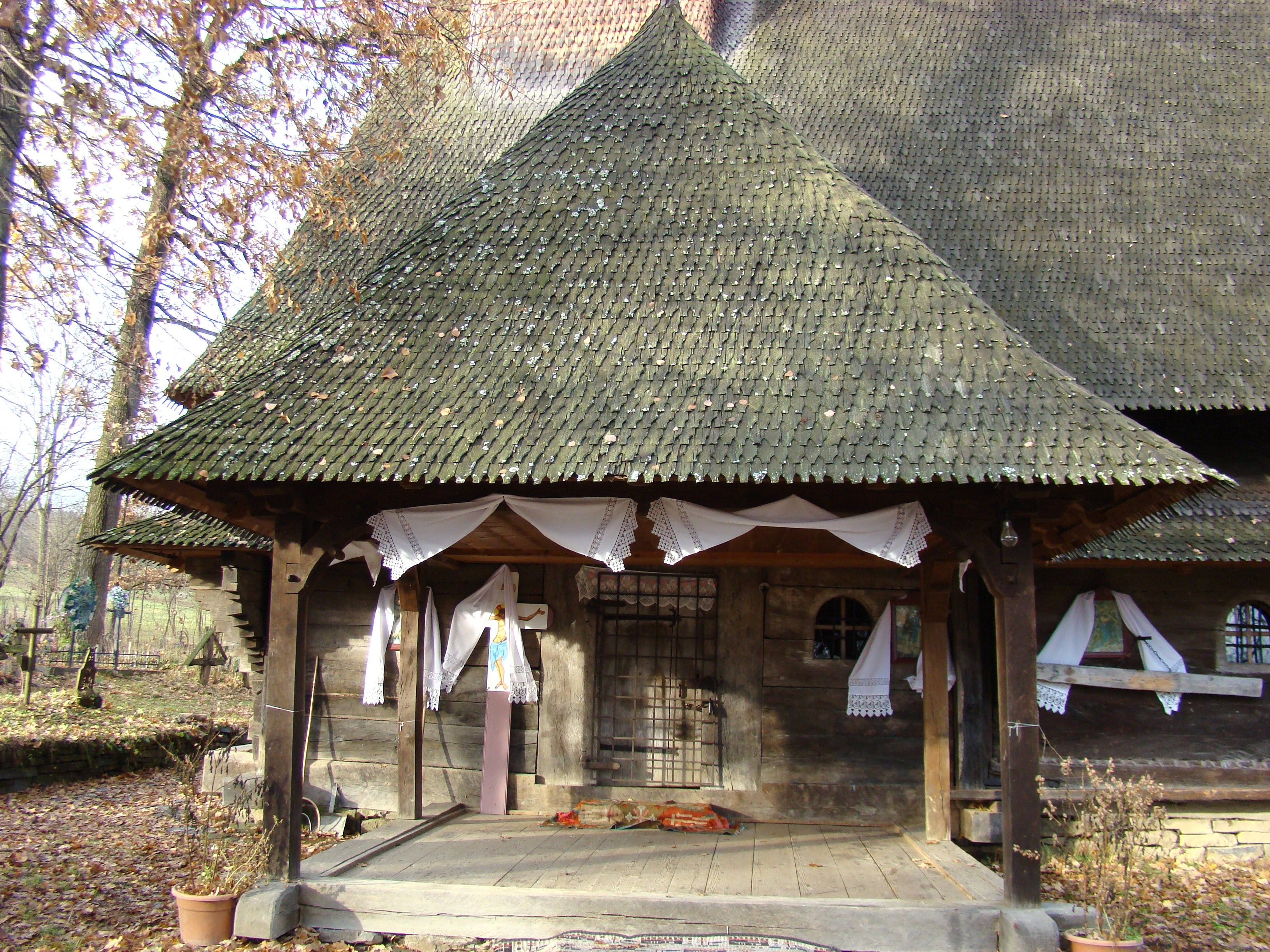
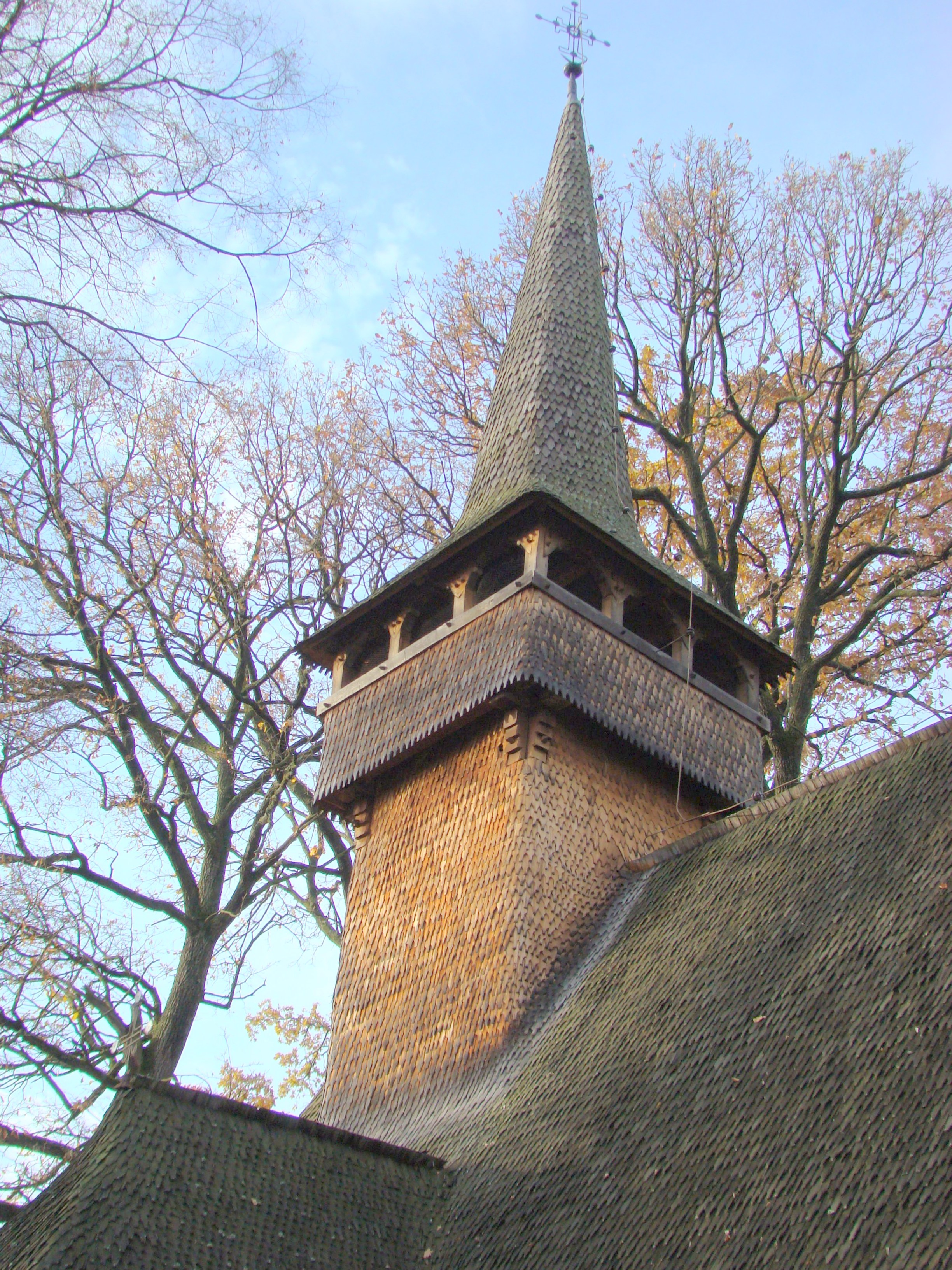
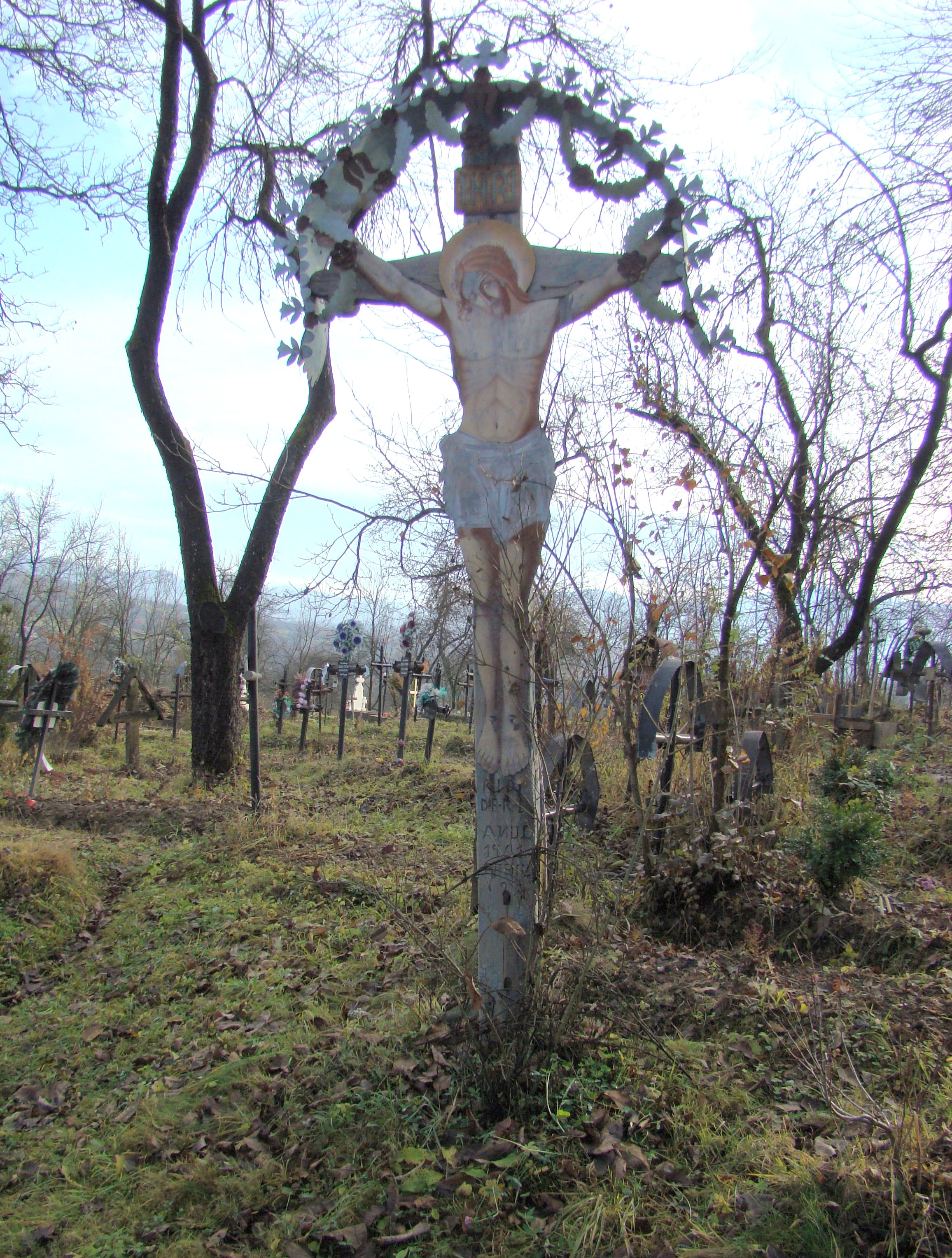